# Generación Alfa
| Generaciones sociales de Occidente |
| --- |
| Generación perdida Generación grandiosa Generación silenciosa Baby boomer Generación X Generación Y Generación Z Generación Alfa Generación Beta |

La generación Alfa es la cohorte demográfica que sucede a la Generación Z y precede a la generación Beta. Los investigadores y los medios de comunicación utilizan los primeros años de la década de 2010 como los años de nacimiento iniciales y mediados de la década de 2020 como los años de nacimiento finales. Llamada así por la primera letra del alfabeto griego, la generación Alfa es la primera en nacer completamente en el siglo XXI. La mayoría de los miembros de la generación son hijos de millennials.

## Nomenclatura
El nombre generación Alfa se originó en una encuesta realizada en 2008 por la agencia consultora australiana McCrindle Research, según su fundador Mark McCrindle, a quien se le atribuye generalmente el término. McCrindle describe cómo su equipo llegó al nombre en una entrevista de 2015:

Cuando estaba investigando mi libro The ABC of XYZ: Understanding the Global Generations (publicado en 2009) se hizo evidente que una nueva generación estaba a punto de comenzar y no había nombre para ella. Así que realicé una encuesta (somos investigadores después de todo) para averiguar cómo cree la gente que debería llamarse la generación después de la Z y aunque surgieron muchos nombres, y la generación A fue la más mencionada, generación Alfa también recibió algunas menciones y así me decidí por ese para el título del capítulo Beyond Z: Meet Generation Alpha. Simplemente tenía sentido, ya que se ajusta a la nomenclatura científica de usar el alfabeto griego en lugar del latino y no tenía sentido volver a la A, después de todo son la primera generación nacida completamente en el siglo XXI y por lo tanto son el comienzo de algo nuevo, no un retorno a lo antiguo.

McCrindle Research también se inspiró en la denominación de los huracanes, concretamente en la temporada de huracanes en el Atlántico de 2005, en la que se agotaron los nombres que empezaban con las letras del alfabeto latino, y las seis últimas tormentas se nombraron con las letras griegas de alfa a zeta.

## Demografía

### Tendencias mundiales

Niños nacidos por mujer
Tasa de mortalidad infantil
Tasa de mortalidad materna vs. tasa de fertilidad
Niños por mujer según el PIB per cápita

En 2015 nacieron alrededor de dos millones y medio de personas cada semana en todo el mundo; se espera que la generación Alfa alcance los dos mil millones en 2025. A modo de comparación, las Naciones Unidas estimaron que la población humana era de unos 7800 millones en 2020, frente a los 2500 millones de 1950. Aproximadamente tres cuartas partes de todas las personas residen en África y Asia en 2020. De hecho, la mayor parte del crecimiento de la población humana proviene de estos dos continentes, ya que las naciones de Europa y América tienden a tener muy pocos hijos para reemplazarse.

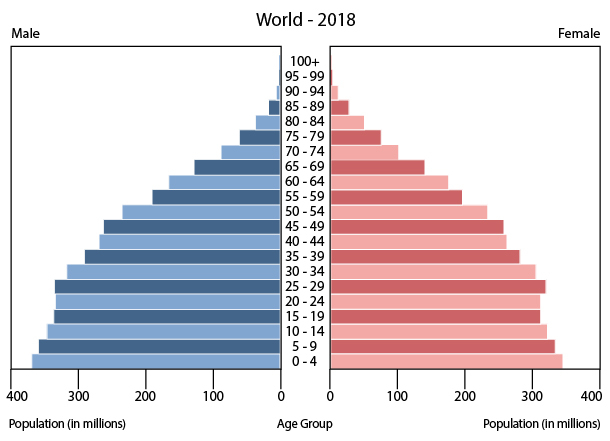
Pirámide de población del mundo en 2018

2018 fue la primera vez que el número de personas mayores de 65 años (705 millones) superó al de personas de entre cero y cuatro años (680 millones). En otras palabras, ese fue el primer año en el que hubo más abuelos que nietos. Si las tendencias actuales continúan, la proporción entre estos dos grupos de edad se doblará para el 2050. Las tasas de fecundidad han ido disminuyendo en todo el mundo gracias al aumento del nivel de vida, el mayor acceso a los anticonceptivos y la mejora de las oportunidades educativas y económicas. De hecho, alrededor de la mitad de los países tenían una fecundidad de reemplazo a mediados del decenio de 2010. La tasa de fecundidad media mundial en 1950 era de 4,7, pero se redujo a 2,4 en 2017. Sin embargo, este promedio oculta la enorme variación entre los países. Níger tiene la tasa de fecundidad más alta del mundo, con 7,1, mientras que Chipre tiene una de las más bajas, con 1,0. En general, los países más desarrollados, incluyendo gran parte de Europa, Estados Unidos, Corea del Sur y Australia, tienden a tener tasas de fertilidad más bajas. Las personas de esos lugares tienden a tener hijos más tarde y en menor número. Sin embargo, las encuestas realizadas en las economías desarrolladas sugieren que el tamaño deseado de la familia de las mujeres tiende a ser mayor que su fertilidad completa. Los salarios estancados y la erosión de los programas de bienestar son factores que contribuyen. Si bien algunos países, como Suecia y Singapur, han probado diversos incentivos para aumentar sus tasas de fecundidad, esas políticas no han tenido mucho éxito. Además, las tasas de natalidad después de la pandemia de enfermedad por coronavirus podrían disminuir considerablemente debido a la recesión económica.
La educación es, de hecho, uno de los determinantes más importantes de la fertilidad. Cuanto más educada es una mujer, más tarde tiende a tener hijos, y menos de ellos. Al mismo tiempo, la esperanza de vida media mundial ha pasado de 52 en 1960 a 72 en 2017. El mayor interés en la educación genera un entorno en el que las tasas de mortalidad disminuyen, lo que a su vez aumenta la densidad de población. Todos estos factores reducen la fertilidad, así como la transmisión cultural. El aumento de la inmigración es problemático, mientras que las políticas que alientan a las personas a tener más hijos rara vez tienen éxito. Además, la inmigración no es una opción a nivel mundial.
En 2007 la mitad de la población humana vivía en zonas urbanas, y esta cifra se convirtió en el 55 % en 2019. Si la tendencia actual continúa, alcanzará dos tercios a mediados de siglo. Una consecuencia directa de la urbanización es la disminución de la fecundidad. En las zonas rurales, los niños pueden considerarse un activo, es decir, una mano de obra adicional. Pero en las ciudades, los niños son una carga. Además, las mujeres urbanas demandan mayor autonomía y ejercen más control sobre su fertilidad. Las Naciones Unidas estimaron a mediados de 2019 que la población humana alcanzará unos 9700 millones de personas en 2050, una revisión a la baja de una proyección más antigua para tener en cuenta el hecho de que la fertilidad ha estado cayendo más rápido de lo que se pensaba en el mundo en desarrollo. La tasa de crecimiento anual mundial ha venido disminuyendo constantemente desde finales del siglo XX, hasta llegar a cerca del 1 % en 2019. De hecho, a finales de la década de 2010, 83 países del mundo tenían una fertilidad de reemplazo.
A principios y mediados del decenio de 2010, nacieron más bebés de madres cristianas que de cualquier otra religión del mundo, lo que refleja el hecho de que el cristianismo siguió siendo la religión más popular en existencia. Sin embargo, fueron los musulmanes los que tuvieron una tasa de crecimiento más rápida. Alrededor del 33 % de los bebés del mundo nacieron de madres cristianas, que constituyeron el 31 % de la población mundial entre 2010 y 2015, en comparación con el 31 % de los musulmanes, cuya proporción en la población humana fue del 24 %. Durante el mismo periodo, las personas sin afiliación religiosa (incluyendo ateos y agnósticos) constituyeron el 16 % de la población pero dieron a luz solo al 10 % de los niños del mundo.

### África

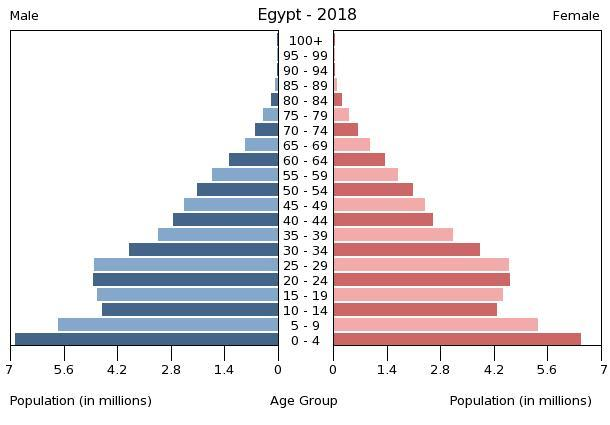
Pirámide de población de Egipto en 2018

La población de Egipto alcanzó el hito de los 100 millones de habitantes en febrero de 2020. Según las cifras del gobierno, durante los años 1990 y 2000, la tasa de fertilidad de Egipto cayó de 5,2 a 3,0, pero luego subió a 3,5 en 2018, según las Naciones Unidas. Si la tasa de crecimiento actual continúa, Egipto albergará a más de 128 millones de personas en 2030. Ese rápido crecimiento demográfico es motivo de preocupación en un país caracterizado por la pobreza, el desempleo, la escasez de agua potable, la falta de viviendas asequibles y la congestión del tráfico. La dura geografía agrava el problema: el 95 % de la población vive en solo el 4 % de la tierra, una región situada en la vecindad del río Nilo que tiene aproximadamente la mitad del tamaño de Irlanda. El presidente egipcio Abdelfatah El-Sisi afirmó que la superpoblación representaba una amenaza para la seguridad nacional tanto como el terrorismo. Lanzó una campaña llamada Dos es suficiente para frenar el problema, pero sin éxito. La tasa de fecundidad de Egipto se disparó en torno a la Primavera Árabe, probablemente como resultado del caos político, la incertidumbre económica y el agotamiento de los fondos para el control de la natalidad de los gobiernos occidentales. Las tasas de fecundidad siguieron siendo las más altas en las zonas rurales, donde los niños se consideran una bendición, pero el impacto es más visible en el Gran Cairo, una megalópolis donde viven más de 20 millones de personas. En general, las ciudades y pueblos densamente poblados de Egipto cuentan con un millón de residentes adicionales cada año entre 2008 y 2018.
Nigeria experimentó un auge demográfico en la década de 2010 y está en camino de convertirse en la tercera nación más poblada del mundo a finales de siglo, según las cifras de las Naciones Unidas. Sin embargo, esta tendencia demográfica conlleva sus propios riesgos, a saber, problemas ambientales, sanitarios y de seguridad alimentaria. Además, la nación ya está luchando contra enfermedades infecciosas mortales, que se propagan con mayor facilidad con densidades de población más altas, como el VIH/sida, la malaria y la fiebre de Lassa.
Las proyecciones estadísticas de las Naciones Unidas en 2019 sugieren que, para 2020, la población del Níger tendría una edad media de 15,2 años, Malí 16,3, Chad 16,6, Somalia, Uganda y Angola 16,7, la República Democrática del Congo 17,0, Burundi 17,3, Mozambique y Zambia ambos 17,6 (esto significa que más de la mitad de sus poblaciones nacieron en los dos primeros decenios del siglo XXI). Benín, Burundi, Etiopía, Madagascar, Malawi, Nigeria, Tanzanía y Zambia tenían una edad media de 17 años en 2017, según el Institute for Health Metrics and Evaluations de la Universidad de Washington. Estos son los países más jóvenes del mundo según la edad media. Si bien una población en auge puede inducir un crecimiento económico sustancial, si no se satisficieran las necesidades de atención de la salud, educación y económicas, habría un desempleo juvenil crónico, baja productividad y malestar social. La inversión en capital humano es crucial. Frenar el crecimiento demográfico podría ayudar a África a aprovechar el dividendo demográfico que permitió a los tigres asiáticos desarrollarse tan rápidamente a finales del siglo XX. El auge demográfico de África podría tener un importante impacto internacional, ya que muchos de sus nativos tratan de emigrar a otros países, tanto dentro como fuera de África, en busca de una vida mejor.
Si bien África es la región más fértil del mundo, también tiene las tasas de mortalidad infantil más altas del mundo. No obstante, África es responsable en gran medida del crecimiento de la población humana en el siglo XXI, superando a Asia. Además, el África subsahariana es la única región importante que constituye una excepción a la tendencia general de disminución del tamaño de las familias que se observa en todo el mundo.

### Asia

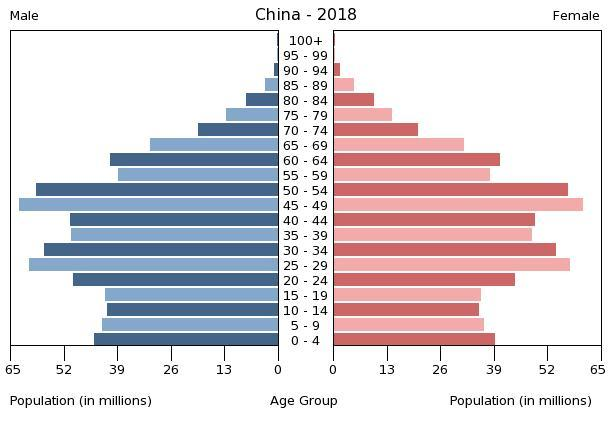
Pirámide de población de China en 2018

En 2016, el Partido Comunista Chino reemplazó la política de un solo hijo por la de dos hijos; la tasa de natalidad de la nación aumentó brevemente antes de continuar en una senda descendente. En 2019, 14,65 millones de bebés nacieron en China, la cifra más baja desde 1961. Aunque los demógrafos y los economistas han instado al Gobierno Central de China a eliminar todas las restricciones a la natalidad, se han mostrado reacios a hacerlo. El economista Ren Zeping de Evergrande calculó que entre 2013 y 2028, el número de mujeres chinas de entre 20 y 35 años de edad disminuiría en un 30 %. Los datos oficiales son a menudo poco fiables e incluso contradictorios. «El número de nacimientos en China es muy irregular y está muy influenciado por la política», dijo el demógrafo Yi Fuxian de la Universidad de Wisconsin-Madison al South China Morning Post. En general, la población de China creció a 1400 millones en 2019 de 1390 millones el año anterior. En un artículo de 2019, Yi Fuxian estimó que la tasa de fertilidad anual promedio de China fue de 1,18 entre 2010 y 2018. Menos del 6 % de la población de China tenía menos de cinco años en 2018, en comparación con el 3,85 % de Japón. Una persona china nacida a finales de la década de 2010 tiene una esperanza de vida de 76 años, frente a los 44 de 1960. Según una proyección de las Naciones Unidas, la edad media de China alcanzaría la de Estados Unidos en 2020 y posteriormente convergería con la de Europa, pero se mantendría por debajo de la del Japón. Si se mantiene la tendencia actual, para 2050 la edad media de China será de 50 años, en comparación con los 42 años de los Estados Unidos y los 38 de la India.
Esa tendencia ha alimentado las predicciones de problemas socioeconómicos. Un estudio de la Academia China de Ciencias Sociales publicado en enero de 2020 predice que la población de China alcanzará un máximo de 1440 millones en 2029, tras lo cual la disminución será imparable. La Academia calculó que la población de China caerá a 1360 millones para mediados de siglo, perdiendo casi 200 millones de trabajadores. También recomendó que el gobierno implemente políticas que aborden los problemas de la reducción de la mano de obra y el aumento de la población anciana, lo que significa una creciente tasa de dependencia. Una mano de obra numerosa y joven y el consumo interno han impulsado el rápido crecimiento económico de China. Sin embargo, debido a la disminución de la población joven, China ha sufrido la escasez de mano de obra y la reducción del crecimiento en la década de 2010. Las jóvenes chinas que viven en el siglo XXI tienden a ser reacias a tener hijos por varias razones. En las grandes ciudades, como Shanghái, la gente suele gastar al menos un tercio de sus ingresos en la crianza de un hijo. Las mujeres chinas se han orientado mucho más hacia las carreras profesionales. Además, los lugares de trabajo chinos no suelen ofrecer facilidades a las mujeres con niños pequeños, y a menudo se enfrentan a la degradación o incluso al desempleo después de volver del permiso de maternidad. La escasez de trabajadores jóvenes no solo tiene consecuencias para las perspectivas económicas de China, sino que también supone una grave carga para los jóvenes que nacen hoy en día. Tendrán que cuidar de cuatro abuelos y dos padres por su cuenta, ya que sus hermanos no habrán nacido.
Como resultado de los ideales culturales, la política gubernamental y la medicina moderna, se han producido graves desequilibrios de género en China e India. Según las Naciones Unidas, en 2018, China e India tenían un total de 50 millones de hombres menores de 20 años. Esa desproporción alimenta las epidemias de soledad, la trata de personas (de otras partes de Asia, como Camboya y Vietnam) y la prostitución, entre otros problemas de la sociedad.

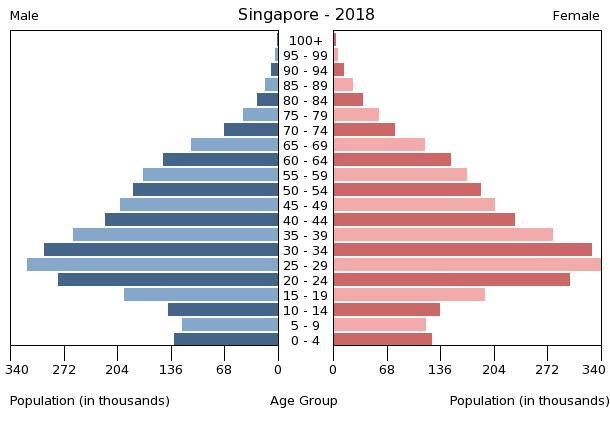
Pirámide de población de Singapur en 2018

La tasa total de fecundidad de Singapur sigue disminuyendo en el decenio de 2010, ya que cada vez son más los jóvenes que optan por retrasar o evitar el matrimonio y la paternidad. Llegó a 1,14 en 2018, lo que la convierte en la más baja desde 2010 y una de las más bajas del mundo. Entre las razones de ello se incluyen las largas horas de trabajo, la irrupción digital, las incertidumbres que rodean el comercio mundial, el cambio climático, el alto costo de la vida y los largos tiempos de espera para la vivienda pública. La edad media de las madres primerizas aumentó de 29,7 en 2009 a 30,6 en 2018, lo que plantea un problema porque la fertilidad disminuye con la edad. Mientras tanto, la tasa de mortalidad ha ido aumentando desde 1998; Singapur se enfrenta ahora a un envejecimiento de la población. De hecho, la tasa de natalidad de Singapur ha estado por debajo del nivel de reemplazo de 2,1 desde el decenio de 1980, y parece estar estabilizándose durante los dos primeros decenios del siglo XXI. Los incentivos gubernamentales, como la prima por nacimiento, han resultado insuficientes para elevar la tasa de natalidad. El número de mujeres en edad fértil (25 a 29 años) que permanecieron solteras aumentó del 60,9 % en 2007 al 68,1 % en 2017. En el caso de los hombres, las cifras correspondientes fueron del 77,5 % y el 80,7 %, respectivamente. En Singapur, la tasa de soltería es un determinante importante de la fecundidad porque solo el 10 % de las parejas casadas no tienen hijos. Si bien no es inusual que los hombres se casen tarde porque se espera que se hayan establecido antes de casarse y que sean el principal sostén de la familia, una de las principales razones por las que las mujeres se casan más tarde es porque la educación superior elimina la necesidad de casarse para sobrevivir económicamente.

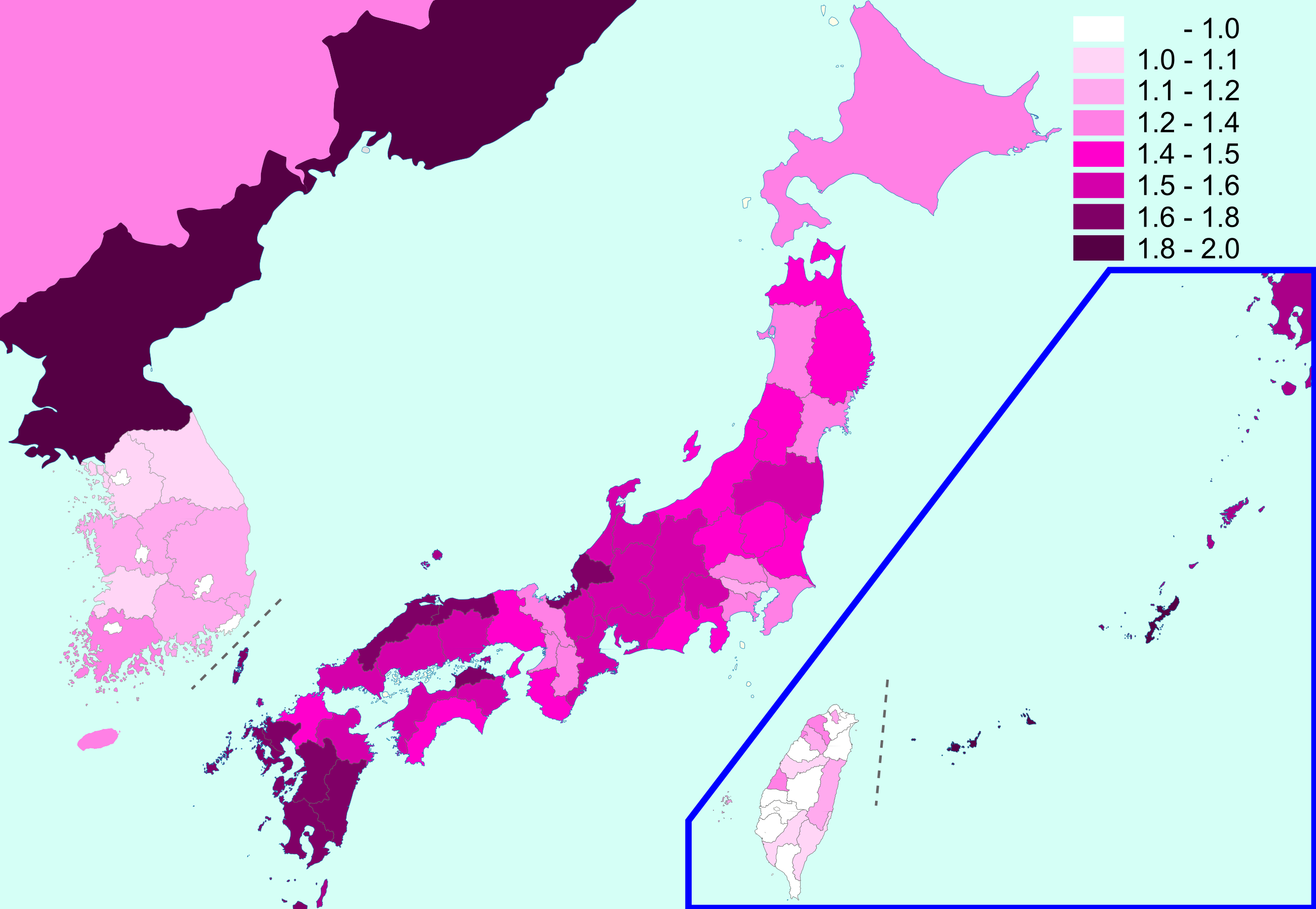
Mapa de Asia oriental con las tasas totales de fecundidad en 2018

En la Conferencia Mundial de Directores Generales de Forbes 2019, el primer ministro Lee Hsien Loong dijo que uno de los principales problemas a los que se enfrenta su país es encontrar el equilibrio demográfico adecuado. «Para asegurar nuestro futuro, debemos criar nuestros propios bebés, suficiente de ellos. Porque si todos los de la próxima generación no son nuestros, entonces ¿de dónde vienen y cuál es el punto de esto?» dijo. Lee añadió que el objetivo a largo plazo de su gobierno es mantener una mano de obra cuyas dos terceras partes sean de Singapur, y el resto sea del extranjero. Argumentó que tal proporción es manejable mientras que relajar la restricción de la inmigración sería «imprudente» porque «no hay pocas personas que quieran venir».

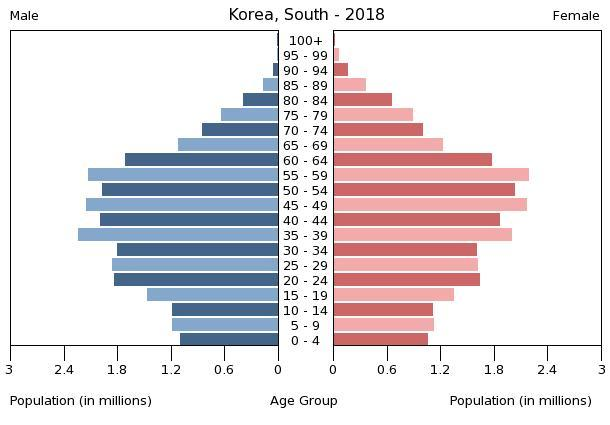
Pirámide de población de Corea del Sur en 2018

La experiencia de Singapur es un reflejo de la del Japón y Corea del Sur. Japón tiene actualmente una de las poblaciones más ancianas del mundo y una fertilidad de reemplazo persistente, que actualmente es de 1,4 por mujer. La población de Japón alcanzó su máximo en 2017. Después de la guerra de Corea se produjo un baby boom, y el gobierno posteriormente animó a la gente a no tener más de dos hijos por pareja. Como resultado, la fertilidad de Corea del Sur ha caído desde entonces. La tasa de fertilidad de Corea del Sur cayó por debajo de 1,0 en 2018 por primera vez desde que el país comenzó a registrar estadísticas en 1970. La cifra en 2017 también fue un récord bajo, con 1,05. Desde 2005, el gobierno ha gastado una fortuna en subsidios para niños y en campañas de promoción de la reproducción, pero sin mucho éxito. Entre las posibles razones de la baja tasa de fecundidad de Corea figuran el alto costo de la crianza de un niño, el elevado desempleo juvenil, la carga que supone el cuidado de los niños para las mujeres con vocación profesional, un sistema educativo estresante y los altos niveles de competencia de la sociedad coreana. En Corea del Sur, debido a que el matrimonio suele estar asociado con la crianza de los hijos, es extremadamente raro que los niños nazcan fuera del matrimonio. Esa cifra se situó en el 1,9 % en 2017. Por el contrario, en otros países desarrollados, como Francia y Noruega, no es raro que nazcan niños de parejas no casadas, en un 55 % o más. Las cifras del gobierno muestran que la edad media de la mujer en el primer matrimonio subió de 24,8 en 1990 a 30,2 en 2018, mientras que la edad del primer nacimiento fue de 31,6. Según la Oficina de Estadística de Corea, es poco probable que las mujeres que dan a luz a su primer hijo a los 30 años tengan más de uno. En la sociedad tradicionalista de Corea, las nuevas madres se enfrentan a la discriminación en el mercado laboral y, por tanto, retrasar el parto se convierte en algo habitual. Una tasa de fertilidad tan baja pone en peligro los programas de bienestar de la nación (incluyendo la atención sanitaria y las pensiones), y hace que cada vez cierren más escuelas. También tiene implicaciones para la seguridad nacional, ya que el ejército surcoreano depende del reclutamiento para hacer frente a la amenaza norcoreana.

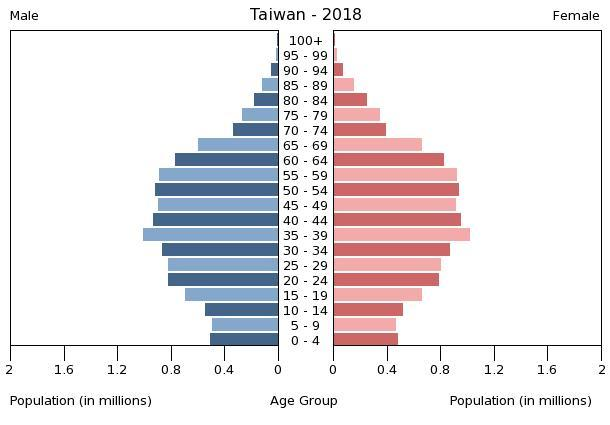
Pirámide de población de Taiwán en 2018

Según el National Development Council (NDC) de Taiwán, la población de la nación podría comenzar a disminuir en 2022 y el número de personas en edad de trabajar podría disminuir un 10 % para 2027. Cerca de la mitad de los taiwaneses tendrían 50 años o más en 2034. Según el NDC, Taiwán alcanzó la etapa de ser una sociedad envejecida —en la que el número de personas de 65 años o más es de alrededor del 7 %— en 1993. Al igual que Corea del Sur, Taiwán ha pasado desde entonces de ser una sociedad envejecida a una de edad avanzada, donde el número de personas de esta edad supera el 14 %. Por lo tanto, el país tardó 25 años, en comparación con los 17 de Corea del Sur. Durante la década de 2010, la tasa de fertilidad de Taiwán rondaba ligeramente por encima del 1,0, convirtiéndola en una de las más bajas del mundo. De hecho, los datos del Ministerio del Interior muestran que ha estado constantemente por debajo de 1,5 desde 2001 (en 2010, la tasa de fecundidad de Taiwán en realidad cayó por debajo de 1,0 porque se pensó que era un mal año para tener hijos ya que el año anterior se consideró poco propicio para el matrimonio). Muchas parejas todavía viven con sus padres, y la generación mayor espera que las mujeres se queden en casa, cuiden de los niños y hagan las tareas domésticas. Los subsidios del gobierno no han tenido éxito en alentar a más personas a reproducirse, pero el gobierno ha añadido más dinero para el cuidado de los niños, la educación y los subsidios por nacimiento. El gobierno también está considerando políticas de inmigración que atraigan trabajadores altamente calificados de otros países, y hacer del inglés un idioma oficial.
Al ritmo actual, Taiwán se dispone a pasar en ocho años de una sociedad envejecida a otra de edad avanzada, en la que el 21 % de la población tiene más de 65 años, en comparación con siete años en Singapur, ocho años en Corea del Sur, 11 años en el Japón, 14 en Estados Unidos, 29 en Francia y 51 en Reino Unido. En 2018, Japón ya era una sociedad de superenvejecimiento, con un 27 % de su población mayor de 65 años. Según los datos del gobierno, la tasa de fertilidad total del Japón era de 1,43 en 2017. Según el Institute for Health Metrics and Evaluation de la Universidad de Washington, Japón tiene una de las poblaciones más viejas del mundo, con una edad media de 47 años en 2017.

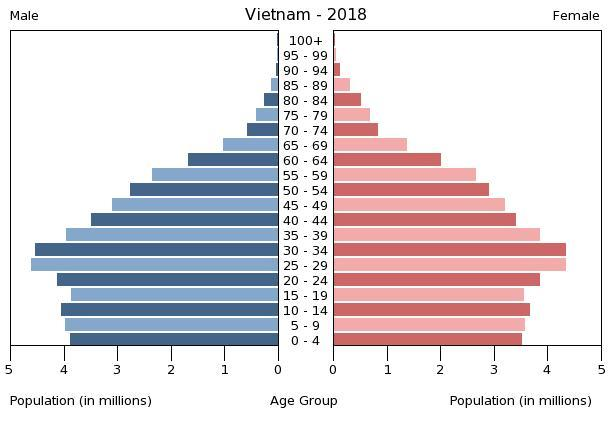
Pirámide de población de Vietnam en 2018

La población de Vietnam creció de 60 millones de habitantes en 1986 a 97 millones en 2018, con una tasa de crecimiento que se redujo a cerca del 1 % a finales de la década de 2010. Al igual que Bangladés y a diferencia de Egipto, Vietnam es un país en desarrollo que ha frenado con éxito su crecimiento demográfico. La edad media de Vietnam en 2018 era de 26 años y sigue aumentando. Entre los años 70 y finales de 2010, la esperanza de vida subió de 60 a 76 años. Ahora es la segunda más alta del sudeste asiático. La tasa de fertilidad de Vietnam bajó de 5 en 1980 a 3,55 en 1990 y luego a 1,95 en 2017. En ese mismo año, el 23 % de la población vietnamita tenía 15 años de edad o menos, por debajo de casi el 40 % en 1989. Según la Organización Mundial de la Salud, la población de Vietnam es una de las que envejece más rápidamente en el mundo. La OMS proyectó que la proporción de personas mayores de 65 años aumentaría del 4 % en 2017 a casi el 7 % en 2030. Según el Fondo Monetario Internacional, «Vietnam corre el riesgo de envejecer antes de hacerse rico». La proporción de vietnamitas en edad de trabajar alcanzó su punto máximo en 2011, cuando el PIB anual per cápita del país en paridad de poder adquisitivo fue de 5024 dólares, en comparación con los 32 585 dólares de Corea del Sur, los 31 718 dólares de Japón y los 9526 dólares de China.
En abril de 2020, el primer ministro de Vietnam Nguyễn Xuân Phúc emitió una decisión sobre el logro de un equilibrio demográfico mediante el aumento de la tasa de fecundidad de las localidades que están por debajo de 2,2, lo que su gobierno considera la tasa de reemplazo, y la reducción del número de nacimientos en los lugares que están por encima de esa marca. Con este fin, los gobiernos locales deben invertir en servicios favorables a la familia, como el cuidado de los niños y la medicina familiar. Un informe de 2016 del Ministerio de Trabajo, Inválidos y Asuntos Sociales declaró que Vietnam se convirtió en una de las sociedades de más rápido envejecimiento de la Tierra en 2015. Los datos del gobierno mostraron que en 2019 la población de Vietnam era de 96,2 millones de personas, la tercera más grande del sudeste asiático y la decimoquinta del mundo. Sin embargo, muchas localidades tenían una tasa de fecundidad muy por debajo del nivel de reemplazo, como Dong Thap (1,34), Ba Ria-Vung Tau (1,37), Ho Chi Minh (1,36) y Hau Giang (1,57). La decisión de Phúc disuade a las mujeres de tener hijos después de los 35 años y en su lugar insta a las personas a casarse antes de los 30 años y tener hijos a temprana edad. Entre las razones de la disminución de la tasa de fecundidad de Vietnam figuran los altos niveles de crianza de los hijos, el desempleo juvenil que lleva a muchos a seguir viviendo con sus padres hasta la edad de 30 años, las aspiraciones profesionales, el alto costo de la vida en las ciudades, la preocupación por los problemas nacionales (como el maltrato infantil, la violencia en las escuelas, la seguridad alimentaria, la contaminación, la congestión del tráfico y el hacinamiento en los hospitales) y los problemas internacionales (a saber, la superpoblación y el cambio climático). Otras economías de rápido crecimiento de Asia sudoriental, como Filipinas, registraron tendencias demográficas similares.
En India, el número de mujeres que desearían tener más de un hijo ha disminuido considerablemente. La Encuesta Nacional de Salud Familiar de 2018 reveló que solo el 24 % de las mujeres indias estaban interesadas en tener un segundo hijo, lo que supone un descenso con respecto al 68 % de la década anterior. Nueve estados —Kerala, Tamil Nadu, Karnataka, Andhra Pradesh, Telangana, Maharastra, Bengala Occidental, Punyab e Himachal Pradesh— descubrieron que su tasa de fertilidad estaba por debajo del nivel de reemplazo en 2018. En general, la disminución de la fecundidad de India está correlacionada con el aumento de las tasas de alfabetización y el nivel de educación de las mujeres, el aumento de la prosperidad económica, la mejora de la movilidad y el matrimonio más tardío.
La edad media en Afganistán en 2017 era de 16 años, lo que lo convertía en el único país fuera de África con una edad media inferior a 17 años.
Un estudio realizado en 2019 por el Taub Center for Social Policy Studies mostró que la tasa de fecundidad de Israel era de 3,1 por mujer, muy por encima de la de otros miembros de la Organización para la Cooperación y el Desarrollo Económicos (OCDE). A efectos de comparación, México ocupaba el segundo lugar con 2,2. Por lo tanto, Israel tuvo un baby boom comparable a lo que experimentó Estados Unidos después de la Segunda Guerra Mundial. Aunque las mujeres ultraortodoxas de Israel tenían una tasa de natalidad de alrededor de siete, la tasa comparativamente alta de Israel no se debe únicamente a las mujeres altamente religiosas, sino más bien a la cultura nacional y a la actitud respecto de tener una familia. Las mujeres israelíes laicas tenían una tasa de fecundidad de alrededor de 2,2, también alta para los estándares de la OCDE. Sin embargo, entre los árabes que viven en Israel, el tamaño de la familia ha disminuido considerablemente desde el decenio de 1960 a un nivel inferior al de sus homólogos judíos y comparable al del mundo desarrollado, donde las mujeres han pasado a ser más activas en el lugar de trabajo. Entre las mujeres israelíes en general, la participación de la mujer en el mercado laboral ha aumentado, como ocurre en otros países desarrollados, pero su fertilidad no ha disminuido, a diferencia de dichos países.

### Europa
En 2018, el 19,70 % de la población de la Unión Europea en su conjunto tenía al menos 65 años. La edad media de los 28 miembros del bloque era de 43 años en 2019. En la década de 1950 era de unos 29 años, cuando solo había seis miembros: Alemania, Bélgica, Francia, Italia, Luxemburgo y Países Bajos. Al igual que todos los demás continentes habitados, Europa experimentó un importante crecimiento demográfico a finales del siglo XX. Sin embargo, se prevé que el crecimiento de Europa se detenga a principios de la década de 2020 debido a la caída de las tasas de fertilidad y al envejecimiento de la población. En 2015, una mujer que vivía en la Unión Europea tenía una media de 1,5 hijos, por debajo de los 2,6 de 1960. Aunque la UE sigue experimentando una afluencia neta de inmigrantes, esto no es suficiente para compensar las bajas tasas de fertilidad. En 2017, la edad media era de 53,1 años en Mónaco, 45 en Alemania e Italia, 43 en Grecia, Bulgaria y Portugal, lo que los convierte en algunos de los países más envejecidos del mundo, además de Japón y las Bermudas. Les siguen Austria, Croacia, Letonia, Lituania, Eslovenia y España, cuya edad mediana era de 43 años.

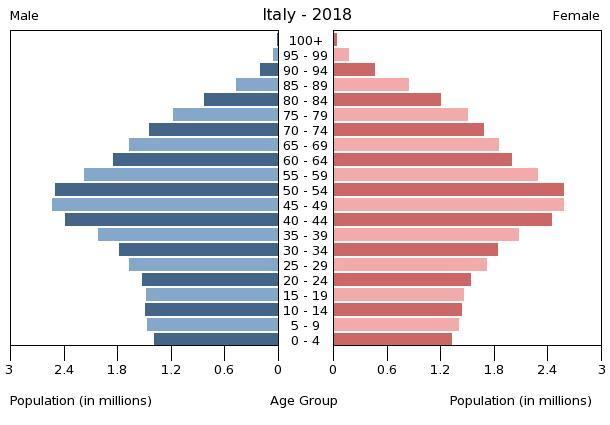
Pirámide de población de Italia en 2018

La tasa de fertilidad de Italia bajó de alrededor de cuatro en la década de 1960 a 1,2 en la década de 2010. Esto no se debe a que los jóvenes italianos no quieran procrear. Al contrario, tener muchos hijos es un ideal italiano. Pero su economía ha estado tambaleándose desde la Gran Recesión de 2007-2008, con una tasa de desempleo juvenil de un 35 % en 2019. Muchos italianos se han mudado al extranjero —en 2018 lo hicieron 150 000— y muchos son jóvenes que buscan oportunidades educativas y económicas. Con la caída del número de nacimientos cada año, se espera que la población italiana disminuya en los próximos cinco años. El Istituto Nazionale di Statistica (ISTAT) informó de que el número de bebés nacidos en 2018 en Italia era el más bajo desde la unificación de Italia en 1861. Además, los baby boomers se están jubilando en gran número, y su número eclipsa el de los jóvenes que los cuidan. Solo Japón tiene una estructura de edad más inclinada hacia los ancianos. En 2018, el 23 % de la población italiana tenía más de 65 años, frente al 27 % de Japón. Una posible solución a este problema es incentivar la reproducción, como lo ha hecho Francia, invirtiendo en permisos parentales más largos, guarderías y exenciones fiscales para los padres. A partir de 2019, Francia tiene aproximadamente la misma población que Italia, pero un 65 % más de nacimientos. En 2015, Italia introdujo una ayuda en efectivo de 800 euros por pareja y por niño. Esto no parece haber tenido un impacto a largo plazo. La gente puede elegir tener un hijo antes, pero en última instancia, esto no aumenta la tasa de fertilidad de la nación. Este patrón también se ha observado en otros países, dijo a la BBC la experta en estudios familiares Anne Gauthier, de la Universidad de Groninga. En el caso de Italia, el subsidio no aborda las preocupaciones económicas o las actitudes sociales. Otra solución es la inmigración, que ha venido aliviando el descenso, pero no llega sin una reacción política.

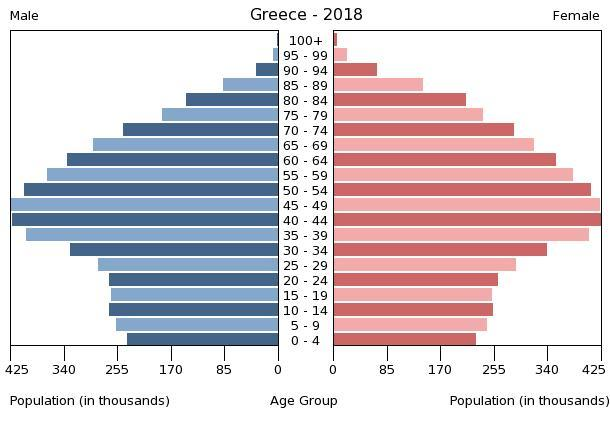
Pirámide de población de Grecia en 2018

El grave problema demográfico de Grecia se debe a las dificultades económicas que han llevado a muchos jóvenes a abandonar el país en busca de mejores oportunidades en otros lugares. Entre 2009 y 2018, alrededor de medio millón de personas abandonaron el país, muchas de ellas en edad de procrear. En 2010 nacieron 115 000 niños; esa cifra se redujo a 92 000 en 2015, y luego a menos de 89 000 en 2017, la más baja registrada. En 2019, la tasa de fecundidad se redujo a solo 1,3 por mujer, muy por debajo del nivel de reemplazo y una de las más bajas de Europa. Algunas de las regiones más remotas de Grecia sufren de escasez de obstetras y ginecólogos, muchos de los cuales se han ido al extranjero, lo que disuade a los futuros padres. Y hay estudiantes de primaria que son los únicos niños de su pueblo y cuyos padres tienen más de 40 años. En general, los griegos tienen hijos más tarde y tienen menos hijos en los años 2010 en comparación con los años 1980. Esta fuga de cerebros y el rápido envejecimiento de la población podría significar un desastre para el país.
El Instituto Nacional de Estadística de España informó de que el número de bebés nacidos en España en 2018 fue el más bajo desde 1998 y una disminución del 40,7 % en comparación con 2008. Esto se debe al hecho de que había menos mujeres en edad de procrear en España que en el pasado, y que los españoles están teniendo menos hijos. En Portugal, la tasa de fecundidad cayó a 1,3 a finales de la década de 2010. En todo el sur de Europa, alrededor del 20 % de las mujeres nacidas en la década de 1970 no tienen hijos, un número que no se veía desde la Primera Guerra Mundial. Cada vez más escuelas se han visto obligadas a cerrar y muchas ciudades se están quedando vacías. El sur de Europa podría convertirse en países de ancianos a finales de la década de 2030 (cuando las personas nacidas a principios de la década de 2010 y a mediados de la década de 2020 alcancen la mayoría de edad) si la tendencia actual continúa.
La tasa de natalidad de Hungría fue de alrededor de 1,48 en 2018. Para el gobierno del primer ministro Viktor Orbán, que favorece «la procreación en lugar de la inmigración», el aumento de la tasa de fertilidad nacional es una cuestión de «importancia estratégica». En diciembre de 2018, el gobierno húngaro nacionalizó seis clínicas de fertilidad y dijo que ofrecería tratamiento gratuito de fecundación in vitro a partir de febrero de 2020. Al igual que otros países de Europa oriental, Hungría se enfrenta a una disminución de la población no solo debido a su baja tasa de natalidad, que ahora es la mitad de la que tenía en 1950, sino también a la emigración a Europa occidental. Aproximadamente uno de cada siete niños húngaros nació fuera de Hungría en la década de 2010.

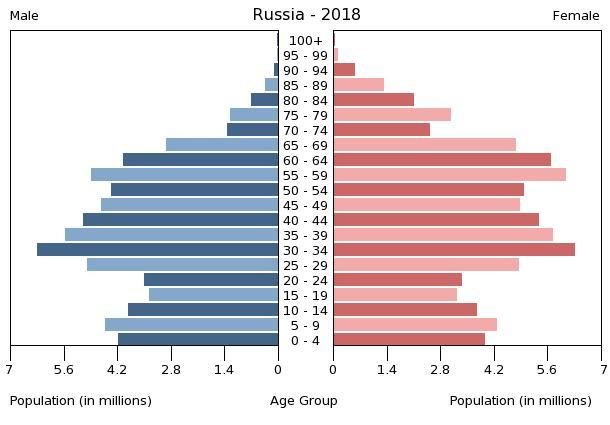
Pirámide de población de Rusia en 2018

La División de Población de las Naciones Unidas proyectó que Rusia, que tenía una tasa de natalidad de 1,75 en 2018, encontraría que su población bajaría de 143 millones a 132 millones en 2050. La población de Rusia ha estado en declive desde los años 90, tras el colapso de la Unión Soviética. Otra razón del declive demográfico de Rusia es la baja esperanza de vida de los hombres, que en 2015 era de solo 64 años, o 15 años menos que en Italia, Alemania o Suecia. Esto se debe a una combinación de tasas inusualmente altas de alcoholismo, tabaquismo, cáncer no tratado, tuberculosis, suicidios, violencia y VIH/Sida. Aunque los intentos anteriores de aumentar la tasa de natalidad han fracasado, en 2018 el presidente Vladímir Putin propuso dar dinero a las familias de bajos ingresos, a las madres primerizas, a las familias con muchos hijos y a la creación de más guarderías. Esto forma parte de un paquete de gastos masivos destinado a revitalizar la economía rusa.
A lo largo del decenio de 2000, Francia mantuvo una tasa de fecundidad de aproximadamente 2,0, pero desde principios del decenio de 2010 el país ha visto cómo disminuía gradualmente. A pesar de esto, Francia mantiene una de las tasas de natalidad más altas de Europa, con 1,92 en 2017, según el Banco Mundial. Si bien muchos países han introducido políticas destinadas a incentivar a las personas a tener más hijos, estas podrían verse contrarrestadas por otras políticas, como los impuestos. En Francia, el Ministerio de la Familia es el único responsable de las prestaciones familiares e infantiles, que son más generosas para las familias numerosas.
La tasa de fecundidad de Alemania aumentó de 1,33 en 2006 a 1,57 en 2017, alejando al país de España e Italia y acercándolo a la media de la UE. Esto se debe a varias razones. Las mujeres mayores estaban teniendo hijos, lo que hizo que la tasa aumentara ligeramente. Los nuevos inmigrantes, que llegaron a Alemania en gran número en ese decenio, tendían a tener más hijos que los nativos, aunque es probable que sus hijos se asimilen a la sociedad alemana y tengan familias propias más pequeñas que sus padres y abuelos. En Alemania occidental, las madres trabajadoras fueron estigmatizadas, pero esto ya no es así en la Alemania unificada. A finales del decenio de 2000 y principios del de 2010, el gobierno federal alemán introdujo un permiso parental más generoso, alentó a los padres a tomar (más) tiempo libre y aumentó el número de guarderías a las que los niños de más de un año tenían derecho; aunque la oferta siguió siendo insuficiente, el número de niños inscritos en ellas aumentó de 286.000 en 2006 a 762.000 en 2017.

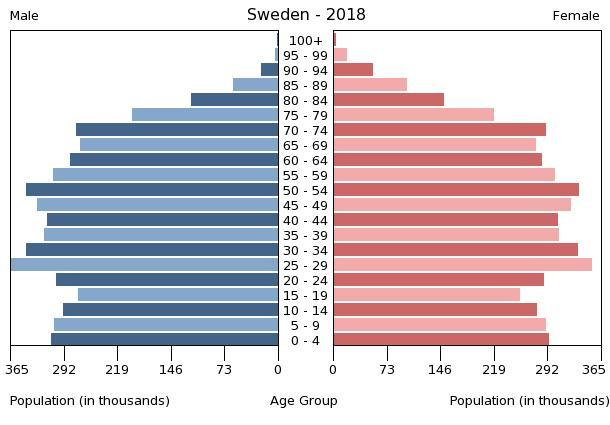
Pirámide de población de Suecia en 2018

En Suecia, las generosas políticas pro-natalidad contribuyen a que la nación tenga una tasa de natalidad de 1,9 en 2017, que es alta en comparación con el resto de Europa. Los padres suecos tienen derecho a 480 días de permiso parental para compartir entre ambos padres, y los padres reclaman en promedio el 30 % de la cifra. Según la Comisión Europea, Suecia tiene una de las tasas de pobreza infantil más bajas de la UE. Una de las razones por las que Suecia ha mantenido una tasa de natalidad relativamente alta es porque el país lleva décadas aceptando inmigrantes, que suelen tener más hijos que el sueco medio. Pero la inmigración ha demostrado ser un tema polémico. Mientras que algunos la ven como un salvavidas, otros la ven como una amenaza.
Otros países nórdicos se enfrentan a la misma situación. Dinamarca, Noruega, Finlandia e Islandia vieron disminuir sus tasas de fecundidad a finales del decenio de 2010 hasta un nivel de entre 1,49 y 1,71 desde el nivel de reemplazo que tenían antes, aunque sus economías ya se habían recuperado de la Gran Recesión para entonces. «El número de personas sin hijos está creciendo rápidamente, y el número de mujeres que tienen tres o más hijos está disminuyendo. Este tipo de caída es inaudito en los tiempos modernos en Finlandia», dijo la socióloga Anna Rotkirch a la AFP. Según la Oficina de Estadísticas de Finlandia, la tasa de fertilidad total de ese país en 2019 fue de 1,35, la más baja registrada. Entre las causas de este descenso se encuentran la incertidumbre financiera, la urbanización, el aumento del desempleo, la disminución del ingreso medio y el alto costo de la vida. La disminución de las tasas de fecundidad pone en peligro los tan apreciados sistemas de bienestar social nórdicos. Las prestaciones parentales, incluido el cuidado subvencionado de los niños, han demostrado ser ineficaces para detener el descenso demográfico. Según un informe de 2020 del Consejo de Ministros Nórdicos, los finlandeses estaban envejeciendo a un ritmo más rápido que cualquiera de sus homólogos de la región nórdica. La Oficina de Estadísticas de Finlandia predijo en 2019 que, dadas las tendencias actuales de la fecundidad y la migración, la población de Finlandia comenzaría a disminuir para 2031.

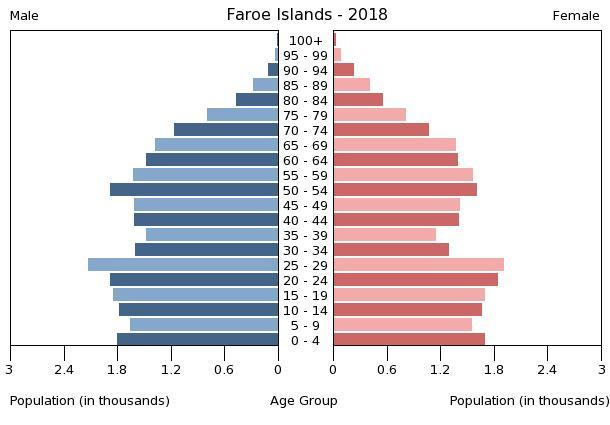
Pirámide de población de las Islas Feroe en 2018

Según el Banco Mundial, las islas Feroe tenían una tasa de natalidad de alrededor de 2,5 en 2018, una de las más altas de Europa, posición que han mantenido durante décadas. Al igual que el resto de la región nórdica, el territorio ha aplicado diversas políticas favorables a la familia, como 46 semanas de permiso por nacimiento, numerosas guarderías baratas y recortes fiscales, incluido uno para los vehículos de siete plazas. Pero, a diferencia del resto de la región nórdica, los valores tradicionales y los lazos familiares siguen siendo fuertes. El sociólogo Hans Pauli Strøm, de la Oficina de Estadísticas de las Islas Feroe, dijo a la AFP: «En nuestra cultura, percibimos a una persona más como un miembro de una familia que como un individuo independiente. Este estrecho e íntimo contacto entre generaciones hace que sea más fácil tener hijos». Además, la participación de la mujer en el mercado laboral es comparativamente alta, con un 82 %, en comparación con un promedio del 59 % en la Unión Europea, de la que las islas no son miembro. Más de la mitad de las mujeres de las islas Feroe trabajan a tiempo parcial por elección personal y no por las condiciones del mercado laboral. El territorio autónomo danés en el Atlántico Norte tenía de hecho una economía próspera, a partir del decenio de 2010.
En 2018-19, Irlanda tuvo la tasa de natalidad más alta y la tasa de mortalidad más baja de la Unión Europea, según Eurostat. Aunque Irlanda tenía una economía próspera a mediados y finales de la década de 2010, solo 61 016 bebés nacieron en 2018, frente a los 75 554 de 2009. La tasa de natalidad de Irlanda bajó de 16,8 en 2008 a 12,6 en 2018, una caída de alrededor de un cuarto. La edad media de las madres primerizas en Irlanda fue de 32,9 años en 2018, lo que supone un aumento de más de dos años con respecto a mediados de la década de 2000. Entre 2006 y 2016, el número de bebés nacidos de mujeres de 40 años de edad se duplicó, mientras que el de adolescentes disminuyó en un 52,8 %. El economista Edgar Morgenroth, de la Dublin City University, dijo al Irish Times que una de las razones de la caída de la tasa de fertilidad de Irlanda era el hecho de que tuvo un estallido de nacimientos en el decenio de 1980 después de una explosión demográfica en el decenio de 1970, y las personas nacidas en el decenio de 1980 estaban formando familias en el decenio de 2010. Explicó además que los altos costos de la vivienda y el cuidado de los niños podrían estar detrás de la renuncia de las parejas irlandesas. La tasa de matrimonios fue de 4,3 por cada 1000 en 2018, la más baja desde 1997, aunque se incluyeron los matrimonios del mismo sexo. Además, la gente se casaba más tarde. En 2018, la edad promedio del primer matrimonio para un hombre era de 36,4 años, frente a los 33,6 años de 2008; para una mujer, esas cifras eran de 34,4 y 31,7 años, respectivamente. Por lo general, el aumento de las tasas de natalidad y matrimonio corresponde a una economía sana, pero las estadísticas actuales parecen haber frenado esa tendencia. En 2016, Irlanda era, demográficamente, un país joven según los estándares europeos. Sin embargo, el país está envejeciendo rápidamente. Según la Oficina Central de Estadística, aunque en 2016 Irlanda tenía más personas menores de 14 años que mayores de 65, la situación podría cambiar en 2031 en todos los escenarios proyectados, lo que planteará un problema para la política pública. Por ejemplo, el sistema de salud de Irlanda, que ya funciona con un presupuesto ajustado, estará sometido a una presión aún mayor.

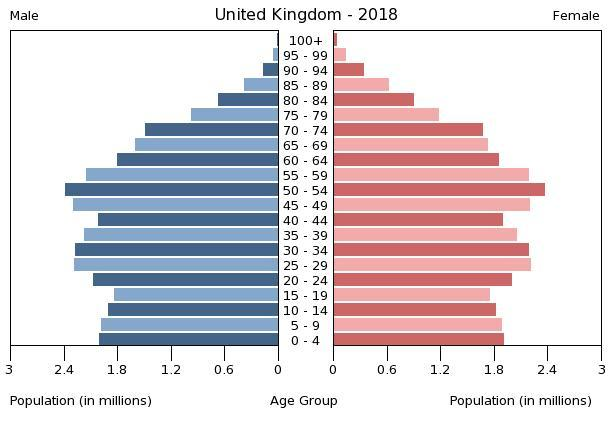
Pirámide de población del Reino Unido en 2018

Según la Office for National Statistics del Reino Unido, las tasas de fecundidad de Inglaterra y Gales cayeron a un mínimo histórico en 2018. Además, cayeron para las mujeres de todos los grupos de edad, excepto las de 40 años. Un total de 657 076 niños nacieron en Inglaterra y Gales en 2018, un 10 % menos que en 2012. Hubo 11,1 nacimientos por cada mil personas en 2018, en comparación con el máximo de 20,5 en 1947, y la tasa de fertilidad total fue de 1,70, por debajo de la de 1,76 en 2017. De hecho, sus tasas de fecundidad han estado constantemente por debajo del nivel de reemplazo desde finales del decenio de 1970. Al mismo tiempo, el número de mortinatos —cuando un bebé nace después de al menos 24 semanas de embarazo pero sin signos de vida— cayó en picado hasta un mínimo histórico por segundo año consecutivo, situándose en el 4,1 por mil nacimientos en 2018. Inglaterra dijo que se comprometía a reducir ese número a 2,6 para 2025. La caída de las tasas de fecundidad en Inglaterra y Gales ha formado parte de una tendencia continua desde finales del siglo XX, siendo 1977 y 1992-2002 los únicos momentos en que estos territorios tuvieron tasas de fecundidad más bajas registradas. Como ha sucedido desde el comienzo del nuevo milenio, la tasa de natalidad de las mujeres menores de 20 años sigue disminuyendo, hasta llegar a 11,9 en 2018. Antes de 2004, las mujeres de mediados y finales de los 20 años tenían la tasa de fecundidad más elevada, pero entre mediados del decenio de 2000 y finales del de 2010, las de principios y mediados de los 30 años ocupaban esa posición. La estadígrafa y demógrafa Ann Berrington, de la Universidad de Southampton, dijo a The Guardian que el acceso a la educación, las «aspiraciones cambiantes» en la vida, la disponibilidad de anticonceptivos de emergencia y de larga duración y la falta de viviendas asequibles eran algunas de las razones que explican la disminución de la fecundidad entre las personas de 20 y 30 años. Si las mujeres se limitaran a retrasar el parto, la fecundidad de las mujeres de 20 a 30 años disminuiría, mientras que la de las mujeres de 30 a 30 años aumentaría. Pero este no era el caso a finales de los años 2010. Las mujeres de 40 años vieron un ligero aumento, pero solo representaron el 5 % de todos los nacimientos en el mismo periodo. Los inmigrantes han contribuido a este descenso. Mientras que antes tendían a tener más hijos que los británicos nativos y, de hecho, estaban por encima del nivel de reemplazo, su tasa de fecundidad en Inglaterra y Gales disminuyó de 2,46 en 2004 a 1,97 en 2020. En otras palabras, las proporciones de nacimientos de mujeres inmigrantes han disminuido y ahora están por debajo del nivel de reemplazo. La brecha de fertilidad se está cerrando.
Mientras tanto, en Escocia, la tasa de fecundidad continúa su tendencia descendente desde 2008. Las cifras de National Records of Scotland revelan que se registraron 12 580 nacimientos en el último trimestre de 2018. Con excepción de 2002, esta cifra es la más baja desde que se inició el registro en 1855. El NRS explicó que la inseguridad económica y el aplazamiento de la maternidad, que a menudo significa tener menos hijos, son algunas de las razones. A finales de la década de 2010, el 46% de las parejas del Reino Unido tenían un solo hijo.

### Norteamérica

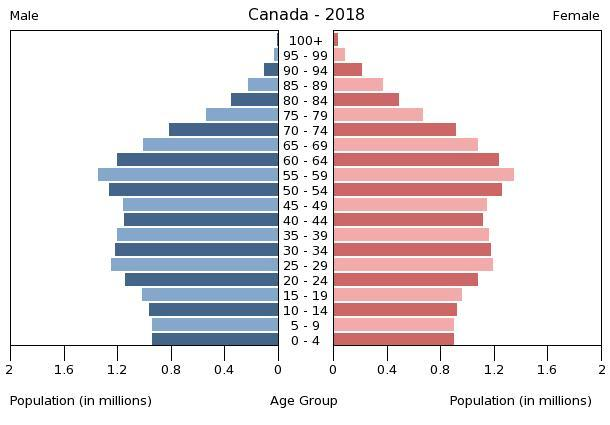
Pirámide de población del Canadá en 2018

En Canadá, aproximadamente uno de cada cinco milénicos retrasaba el nacimiento de sus hijos debido a preocupaciones financieras. El promedio de la deuda no hipotecaria de Canadá era de 20 000 dólares canadienses en 2018. Uno de cada tres milénicos se sentía «abrumado» por sus obligaciones, en comparación con el 26 % de la generación X y el 13 % de la generación de la posguerra, según la empresa consultora BDO Canada. Más de uno de cada tres canadienses con hijos se sintió estresado por las deudas, en comparación con la quinta parte de los que no tienen hijos. Muchas parejas canadienses de entre 20 y 30 años también están luchando con sus deudas de préstamos estudiantiles. Las investigaciones del Royal Bank of Canada indican que los milénicos canadienses han estado acudiendo en masa a las grandes ciudades a pesar de su alto costo de vida entre mediados y fines del decenio de 2010 en busca de oportunidades económicas y servicios culturales. Los datos de Statistics Canada revelan que entre 2000 y 2017 la tasa de natalidad de las mujeres menores de 30 años disminuyó en todas las provincias y territorios, excepto en Nueva Brunswick, entre las mujeres de 25 a 29 años, mientras que la de las mujeres de 30 años o más aumentó en todas partes, excepto en Nunavut, entre las mujeres de 35 a 39 años. Mientras tanto, la tasa de fecundidad de las adolescentes (15 a 19) se redujo a la mitad en la mayor parte de Canadá, resultado que probablemente se deba a la mejora de la educación sexual. La tasa de natalidad comparativamente baja de las mujeres de 20 años que vivían en Columbia Británica y Ontario se correlacionó con los altos costos de la vivienda en esas provincias. Por otra parte, los Territorios del Noroeste y Nunavut tenían tasas de fecundidad relativamente altas porque albergan importantes poblaciones indígenas, y las mujeres indígenas tienden a tener más hijos (no se disponía de datos para Yukón).
La Statistics Canada comunicó en 2015 que, por primera vez en la historia del país, había más personas de 65 años o más que personas menores de 15 años. En julio de 2015, uno de cada seis canadienses tenía más de 65 años. De continuar esta tendencia, en 20 años habría tres personas mayores por cada dos menores de 15 años.
A principios del decenio de 2010, entre los diversos grupos religiosos de Canadá, los musulmanes tenían la tasa de fecundidad más alta de todas. Con 2,4 por mujer, superaron a los hindúes (2,0), sijs (1,9), judíos (1,8), cristianos (1,6) y laicos (1,4). A nivel nacional, el 38,6% de las parejas canadienses tuvieron un solo hijo a finales de 2010.

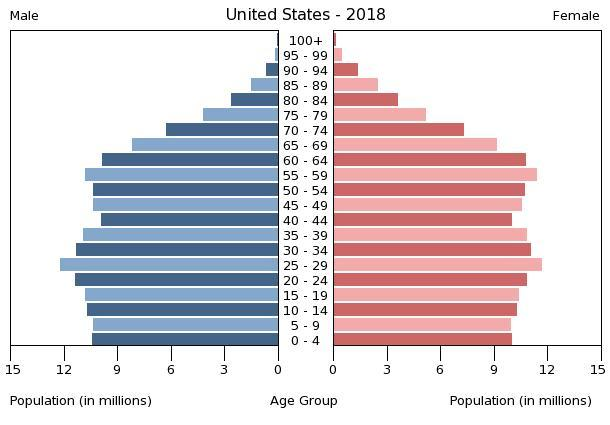
Pirámide de población de los Estados Unidos en 2018

A medida que sus perspectivas económicas mejoran, la mayoría de los milénicos estadounidenses dice que desean casarse, tener hijos y ser dueños de una casa. Si bien los milénicos fueron inicialmente responsables de la llamada tendencia de regreso a la ciudad, a finales de la década de 2010, los propietarios de viviendas milénicos tenían más probabilidades de estar en los suburbios que en las ciudades. Además del costo de la vida, incluido el costo de la vivienda, la gente está abandonando las grandes ciudades en busca de climas más cálidos, impuestos más bajos, mejores oportunidades económicas y mejores distritos escolares para sus hijos. Los suburbios también se han vuelto muy populares entre los milénicos. El retorno de la suburbanización en Estados Unidos se debe no solo a que los milénicos han llegado a una etapa de sus vidas en la que empiezan a tener hijos, sino también a la nueva economía del espacio que ha sido posible gracias a la rápida tecnología de las telecomunicaciones y el comercio electrónico, que ha reducido efectivamente las distancias. Según el Pew Research Center, en 2016 el número acumulado de mujeres estadounidenses de la generación milénica que habían dado a luz al menos una vez alcanzó los 17,3 millones. Alrededor de 1,2 millones de mujeres milénicas tuvieron su primer hijo ese año. Para mediados de la década de 2010, los milénicos, que constituían el 29 % de la población adulta y el 35 % de la fuerza de trabajo de EE. UU., eran responsables de la mayoría de los nacimientos en la nación. En 2016, el 48 % de las mujeres milénicas eran madres, comparado con el 57 % de las mujeres de la generación X en 2000 cuando tenían la misma edad. El aumento de la edad de las mujeres cuando se convierten en madres por primera vez es una tendencia que se remonta a la década de 1970, si no antes. Entre los factores que explican esta tendencia figuran la disminución del interés en el matrimonio, el aumento de los logros educativos y el incremento de la participación de la mujer en el mercado laboral. Las familias con un solo hijo fueron el tipo de unidades familiares de más rápido crecimiento en EE. UU. a finales de la década de 2010.
En un informe de la Institución Brookings se afirma que en Estados Unidos, los milénicos son un puente entre los pre-milénicos mayormente caucásicos (generación X y sus predecesores) y los más diversos post-milénicos (generación Z y sus sucesores). En general, el número de nacimientos de mujeres caucásicas en Estados Unidos disminuyó un 7 % entre 2000 y 2018. Sin embargo, entre las mujeres caucásicas nacidas en el extranjero, el número de nacimientos aumentó en un 1% en el mismo periodo. Aunque el número de nacimientos de mujeres hispanas nacidas en el extranjero disminuyó del 58% en 2000 al 50% en 2018, la proporción de nacimientos de mujeres hispanas nacidas en Estados Unidos aumentó del 20 % en 2000 al 24 % en 2018. El número de nacimientos de mujeres asiáticas nacidas en el extranjero aumentó del 19 % en 2000 al 24 % en 2018, mientras que el de las mujeres asiáticas nacidas en Estados Unidos pasó del 1 % en 2000 al 2 % en 2018. En total, entre 2000 y 2017, hubo más nacimientos de mujeres nacidas en el extranjero que de mujeres nacidas en Estados Unidos.
Analizando los datos de la Oficina del Censo, el Pew Research Center descubrió que en 2017, al menos el 20 % de los niños de preescolar en las escuelas públicas eran hispanos en un total de 18 estados de EE. UU. más el Distrito de Columbia, en comparación con solo ocho estados en 2000 y 17 en 2010. Entre 2010 y 2017, Massachusetts y Nebraska se unieron a la lista mientras que Idaho salió. Esto refleja la disminución del ritmo de crecimiento de la población hispana en Estados Unidos, debido a la disminución de las tasas de fertilidad y de inmigración. Los hispanos, que constituyen el 18 % de la población de Estados Unidos (o unos 60 millones de personas) se han ido extendiendo por todo el país desde la década de 1980 y ahora son el grupo étnico minoritario más grande de la nación. También constituían el 28 % de los estudiantes de las escuelas públicas de K-12 en 2019, frente al 14 % en 1995. A modo de comparación, el número de estudiantes asiáticos en las escuelas públicas aumentó ligeramente, del 4 % al 6% durante el mismo periodo. Los negros cayeron ligeramente del 17 % al 15 %, y los blancos del 65 % al 47 %. En general, el número de niños nacidos de minorías étnicas ha superado el 50 % del total desde 2015.
Los datos provisionales de los Centros para el Control y Prevención de Enfermedades revelan que las tasas de fecundidad de Estados Unidos han caído por debajo del nivel de reemplazo de 2,1 desde 1971. En 2017 cayó a 1,765, la más baja en tres décadas. El 15,4 % de la población de EE. UU. tenía más de 65 años en 2018. Después de la Segunda Guerra Mundial, la tasa de fertilidad de EE. UU. alcanzó su punto máximo en 1958 con 3,77 nacimientos por mujer, cayó a 1,84 en 1980, y subió a 2,08 en 1990 antes de disminuir de nuevo en 2007. Sin embargo, hay una gran variación en términos de geografía, grupos de edad y etnia. Dakota del Sur tuvo la tasa de natalidad más alta, con 2,228 por cada mil mujeres, y el Distrito de Columbia la más baja, con 1,421. Además de Dakota del Sur, solo Utah (2,121) tenía una tasa de natalidad por encima del nivel de reemplazo. De 2006 a 2016, las mujeres cuyas edades oscilan entre los 20 y los 30 años mantuvieron las tasas de natalidad más altas de todas, mientras que las que tenían entre 30 y 40 años registraron aumentos significativos de las tasas de natalidad. Las mujeres estadounidenses están teniendo hijos más tarde en su vida, y la edad media en el primer parto aumentó a 26,4 años a fines del decenio de 2010, frente a 23 años a mediados del decenio de 1990. La disminución de las tasas de natalidad en la adolescencia desempeña un papel en este desarrollo. De hecho, el número de nacimientos entre las adolescentes, que alcanzó niveles ominosos en el decenio de 1990, se ha reducido en un 60 % aproximadamente entre 2006 y 2016. Esto se debe en gran medida al colapso de las tasas de natalidad entre las adolescentes negras e hispanas, que se redujeron en un 50 % con respecto a 2006. En general, los nacimientos disminuyeron para los asiáticos, los negros, los hispanos y los blancos, pero permanecieron estables para los hawaianos nativos y los isleños del Pacífico. Si bien las mujeres hispanoamericanas siguieron manteniendo la tasa de fecundidad más alta de todos los grupos raciales o étnicos de Estados Unidos, su tasa de natalidad disminuyó un 31 % entre 2007 y 2017. Al igual que sus pares estadounidenses y a diferencia de sus padres y abuelos inmigrantes, las jóvenes hispanoamericanas en el decenio de 2010 estaban más centradas en su educación y sus carreras y menos interesadas en tener hijos.
El hecho de que las tasas de fertilidad de Estados Unidos sigan bajando es anómalo para los demógrafos, ya que las tasas de fertilidad normalmente reflejan la salud económica de la nación. No fue una sorpresa que las tasas de fertilidad de EE. UU. disminuyeran durante la Gran Recesión de 2008. Pero la economía de Estados Unidos ha mostrado signos de recuperación durante algún tiempo, y las tasas de natalidad siguen bajando. Sin embargo, en general, las mujeres estadounidenses todavía tienden a tener hijos antes que sus contrapartes de otros países desarrollados y la tasa de fertilidad total de Estados Unidos sigue siendo comparativamente alta para un país rico. De hecho, en comparación con sus homólogos de otros países de la Organización para la Cooperación y el Desarrollo Económicos (OCDE), las madres primerizas estadounidenses se encontraban entre las más jóvenes en promedio, a la par de las mujeres letonas (26,5 años) durante el decenio de 2010. En el otro extremo se encontraban las mujeres de Italia (30,8) y de Corea del Sur (31,4). Durante el mismo período, las mujeres estadounidenses terminaron sus años de procreación con más hijos en promedio (2,2) que la mayoría de los demás países desarrollados, con la excepción de las mujeres islandesas (2,3). En el otro extremo se encontraban las mujeres de Alemania, Italia, España y Japón (todas 1,5).
Las tasas de fertilidad por debajo del nivel de reemplazo podrían provocar escasez de mano de obra en el futuro. Hablando con Associated Press, la especialista en familia Karen Benjamin Guzzo de la Universidad Estatal de Bowling Green en Ohio recomendó subsidios para el cuidado de los niños, expansión de la etapa preescolar, permisos (retribuidos) para los padres, ayuda para la vivienda y reducción o perdón de la deuda de los estudiantes. En cualquier caso, aunque Estados Unidos es en realidad una sociedad que envejece, su declive demográfico no es tan grave como el que enfrentan muchas otras economías. Se prevé que el número de estadounidenses en edad de trabajar aumente en un 10 % entre 2019 y 2040.
En 2019, la tasa de fecundidad de México era de alrededor de 2,2, superior a la de cualquier otro miembro de la OCDE, excepto Israel, que era de 3,1.

### Oceanía

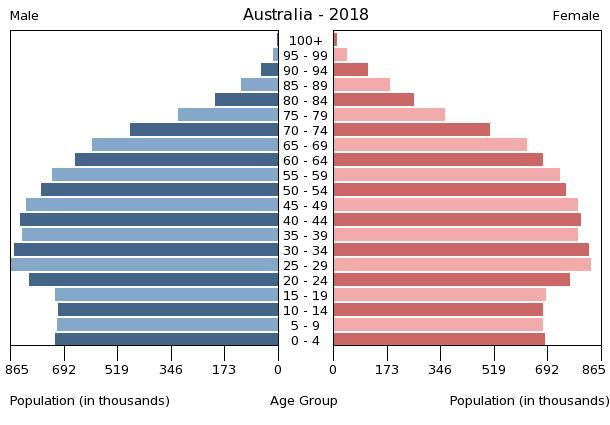
Pirámide de población de Australia en 2018

La tasa de fecundidad total de Australia ha disminuido de más de tres puntos en la era de la posguerra, a aproximadamente el nivel de reemplazo (2,1) en el decenio de 1970 y a menos de ese nivel a fines del decenio de 2010. Se situó en 1,74 en 2017. Sin embargo, la inmigración ha estado compensando los efectos de la disminución de la tasa de natalidad. En el decenio de 2010, entre los residentes de Australia, el 5 % nacieron en Reino Unido, el 2,5 % en China, el 2,2 % en la India y el 1,1 % en Filipinas. El 84 % de los recién llegados en 2016 eran menores de 40 años, en comparación con el 54 % de los que ya estaban en el país. Al igual que en otros países favorables a los inmigrantes, como Canadá, Reino Unido y Estados Unidos, se prevé que la población australiana en edad de trabajar crecerá hasta aproximadamente 2025. Sin embargo, la proporción de personas en edad de trabajar respecto de los dependientes y jubilados (tasa de dependencia) ha pasado de ocho en el decenio de 1970 a alrededor de cuatro en el decenio de 2010. Podría disminuir a dos para el decenio de 2060, dependiendo de los niveles de inmigración. «Cuanto más anciana es la población, más personas reciben prestaciones sociales, necesitamos más atención médica y hay una base más pequeña para pagar los impuestos», dijo Ian Harper, de la Melbourne Business School, a ABC News (Australia). Mientras que el gobierno ha reducido los planes para aumentar la edad de jubilación, recortar las pensiones y aumentar los impuestos debido a la oposición pública, las presiones demográficas siguen aumentando a medida que se desvanecen los efectos amortiguadores de la inmigración. Los australianos que llegan a la mayoría de edad a principios del siglo XXI son más reacios a tener hijos en comparación con sus predecesores debido a razones económicas: mayor deuda estudiantil, viviendas caras y crecimiento negativo de los ingresos.
Statistics New Zealand informó que la tasa de fertilidad de la nación en 2017 era de 1,81, la más baja registrada. Aunque el número total de nacimientos aumentó, la tasa de natalidad disminuyó debido al aumento de la población del país gracias a los altos niveles de inmigración. La tasa de fertilidad de Nueva Zelanda se mantuvo más o menos estable entre finales de la década de 1970 y finales de la de 2010. Las mujeres más jóvenes redujeron la tasa de natalidad, y las que tenían entre 15 y 29 años tenían las tasas de natalidad más bajas registradas. En 2017, las adolescentes neozelandesas tuvieron la mitad de los bebés que en 2008 y menos de la cuarta parte de los que tuvieron en 1972. Mientras tanto, las mujeres mayores de 30 años estaban teniendo más hijos. Entre finales del 2000 y finales del 2010 nacieron en Nueva Zelanda un promedio de 60 308 bebés.

### Sudamérica

#### Brasil
La tasa de fertilidad de Brasil ha bajado de 6,3 en 1960 a 1,7 en 2020. Por esta razón, se prevé que la población de la nación disminuya a finales del siglo XXI. Según un estudio realizado en 2012, las telenovelas que presentan familias pequeñas han contribuido a la creciente aceptación de tener solo unos pocos hijos en un país predominantemente católico. Sin embargo, Brasil sigue teniendo tasas relativamente altas de embarazos en la adolescencia, y el gobierno está trabajando para abordar este problema.

## Educación

### Asia
Con el fin de aumentar la tasa de natalidad de la nación, en 2019, el gobierno del primer ministro japonés Shinzo Abe introdujo una serie de reformas educativas. A partir de octubre de 2019, la educación preescolar es gratuita para todos los niños de entre tres y cinco años. La atención infantil es gratuita para los niños menores de dos años de hogares de bajos ingresos. Estos programas se financian con un aumento del impuesto al consumo, del ocho al diez por ciento. A partir de abril de 2020, las tasas de entrada y de matrícula de las universidades públicas y privadas son suprimidas o reducidas. Los estudiantes de familias de bajos ingresos y exentas de impuestos serán elegibles para recibir asistencia financiera para ayudarles a cubrir los gastos de libros de texto, transporte y manutención.
En 2020, el gobierno del primer ministro vietnamita Nguyễn Xuân Phúc recomendó una serie de reformas educativas para elevar las tasas de fecundidad de las localidades que se encontraban por debajo del nivel de reemplazo. En particular, la construcción de guarderías en las zonas urbanas e industriales, subsidios de vivienda para parejas con dos hijos en las zonas de reemplazo y la admisión prioritaria de los hijos de esas parejas en las escuelas públicas.

### Europa
En Francia, si bien el servicio militar obligatorio de un año de duración para los hombres fue abolido en 1996 por el presidente Jacques Chirac, que quería construir un ejército profesional totalmente voluntario, todos los ciudadanos de entre 17 y 25 años de edad deben seguir participando en la Jornada Defensa y Ciudadanía, en la que se les presenta a las Fuerzas Armadas francesas, y hacen pruebas de idiomas. En 2019, el presidente Emmanuel Macron introdujo algo similar al servicio militar obligatorio, pero para adolescentes, como prometió durante su campaña presidencial. Conocido como el Service national universel o SNU, es un servicio cívico obligatorio. Aunque los estudiantes no tendrán que afeitarse la cabeza ni manejar equipo militar, tendrán que dormir en tiendas de campaña, levantarse temprano (a las 6:30 a. m.), participar en varias actividades físicas, izar la tricolor y cantar el himno nacional. Tendrán que llevar un uniforme, aunque es más parecido al de los guardias de seguridad que al del personal militar. Este programa dura un total de cuatro semanas. En las dos primeras, los jóvenes aprenden a prestar primeros auxilios, a guiarse con un mapa, a reconocer noticias falsas, a responder a emergencias en varios escenarios y a defenderse. Además, se les hacen chequeos médicos y se les evalúa su dominio del idioma francés, y participan en debates sobre una variedad de temas sociales, incluyendo el ambientalismo, el secularismo estatal y la igualdad de género. En la segunda quincena, son voluntarios en una organización benéfica para el gobierno local. El objetivo de este programa es promover la cohesión nacional y el patriotismo, en un momento de profunda división por motivos religiosos y políticos, para sacar a la gente de sus barrios y regiones, y mezclar a gente de diferentes clases socioeconómicas, algo que solía hacer el servicio militar obligatorio. Los partidarios pensaban que los adolescentes rara vez izaban la bandera nacional, pasaban demasiado tiempo con sus teléfonos y sentían nostalgia de la era del servicio militar obligatorio, considerado un rito de paso para los jóvenes y una herramienta de formación del carácter. Los críticos argumentaban que este programa es inadecuado, y que costaría demasiado. Se prevé que el SNU afecte a unos 800 000 ciudadanos franceses cada año cuando sea obligatorio para todos los jóvenes de 16 a 21 años para 2026, con un coste de unos 1600 millones de euros. Otra preocupación importante es que sobrecargará a los militares franceses, que ya se encuentran al límite en las campañas antiterroristas en el país y en el extranjero. Una encuesta IFOP de 2015 reveló que el 80 % de los franceses apoyaban algún tipo de servicio obligatorio, militar o civil. Al mismo tiempo, el retorno al reclutamiento también fue popular; los partidarios incluían el 90 % de la UMP, el 89 % del Frente Nacional (ahora Agrupación Nacional), el 71 % del Partido Socialista, y el 67 % de las personas de 18 a 24 años. Esta encuesta se realizó después de los ataques terroristas contra Charlie Hebdo.

### Norteamérica

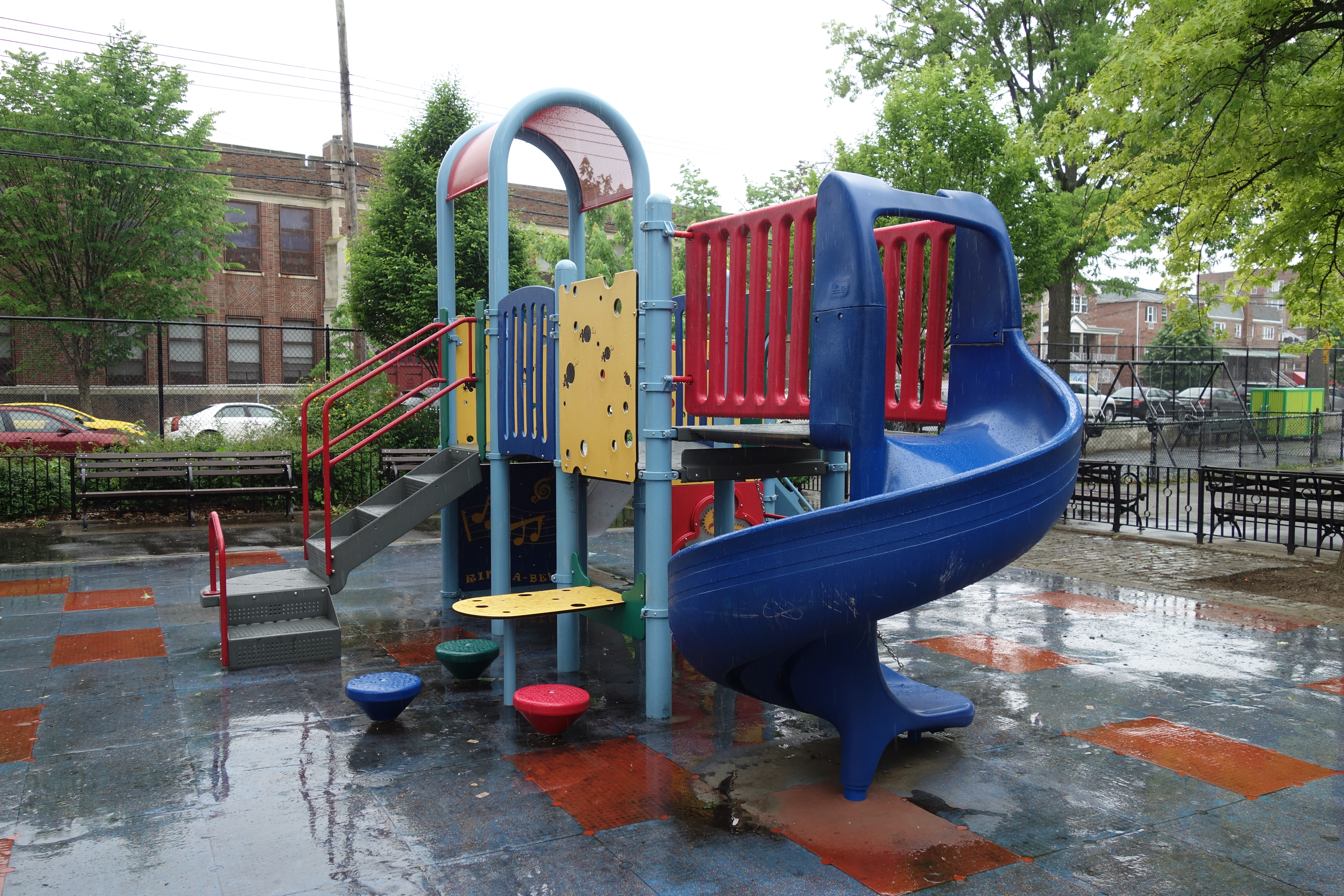
La Academia Americana de Pediatría recomendó a los padres que dejaran a sus hijos más tiempo para jugar

En 2018, la Academia Americana de Pediatría publicó una declaración en la que se resumían los progresos de las investigaciones sobre el desarrollo y la neurología en relación con el tiempo no estructurado que pasan los niños, coloquialmente jugar, y se señalaba la importancia del tiempo de juego para el desarrollo de las aptitudes sociales, cognitivas y de lenguaje. Esto se debe a que para muchos educadores y padres, el juego ha llegado a ser visto como algo anticuado e irrelevante. De hecho, entre 1981 y 1997, el tiempo dedicado por los niños a actividades no estructuradas disminuyó en un 25 % debido al aumento del tiempo dedicado a actividades estructuradas. El tiempo no estructurado tendía a pasarse frente a las pantallas a expensas del juego activo. La declaración alienta a los padres y a los niños a dedicar más tiempo al aprendizaje lúdico, que refuerza la motivación intrínseca para aprender y descubrir y fortalece el vínculo entre los niños y sus padres y otros cuidadores. También ayuda a los niños a manejar el estrés y a prevenir el estrés tóxico, algo que obstaculiza el desarrollo. El doctor Michael Yogman, autor principal de la declaración, señaló que el juego no tiene por qué incluir necesariamente juguetes; los artículos domésticos comunes también servirían. Además, los padres que leen a sus hijos también cuentan como juego, porque animan a los niños a usar su imaginación.
En 2019, los psiquiatras de Quebec lanzaron una campaña en la que se instaba a crear cursos de salud mental para niños de educación primaria a fin de enseñarles a manejar una crisis personal o social y a hacer frente a las repercusiones psicológicas del mundo digital. Según la Asociación de Médicos Psiquiatras de Quebec (AMPQ), esta campaña se centra en los niños nacidos después de 2010, es decir, la generación Alfa. Además de la AMPQ, este movimiento cuenta con el apoyo de la Federación de Médicos Especialistas de Quebec (FMSQ), la Asociación Pediátrica de Quebec (APQ), la Asociación de Especialistas en Medicina Preventiva de Quebec (ASMPQ) y la Fundación Jeunes en Tête.
Si bien Common Core State Standards, una iniciativa educativa de Estados Unidos, eliminó el requisito de que las escuelas primarias públicas enseñaran la escritura cursiva en 2010, los legisladores de muchos estados, incluidos Illinois, Ohio y Texas, han introducido legislación para enseñarla en los suyos en 2019. Algunos estudios apuntan a los beneficios de la escritura a mano para el desarrollo de las habilidades cognitivas y motoras, así como de la memoria y la comprensión. Por ejemplo, un estudio de neurociencia de 2012 sugiere que la escritura a mano «puede facilitar la adquisición de la lectura en los niños pequeños». La escritura cursiva se ha utilizado para ayudar a los estudiantes con problemas de aprendizaje, como la dislexia, un trastorno que dificulta la interpretación de palabras, letras y otros símbolos. Lamentablemente, los legisladores suelen citarlas fuera de contexto, combinando la escritura a mano en general con la escritura cursiva. En cualquier caso, alrededor del 80% de los registros y documentos históricos de Estados Unidos, como la correspondencia de Abraham Lincoln, se escribía a mano en cursiva, y los estudiantes de hoy en día tienden a ser incapaces de leerlos. Históricamente, la escritura en cursiva se consideraba un ejercicio obligatorio, casi militar. Pero hoy en día, es considerada una forma de arte por aquellos que la practican, tanto adultos como niños.
En 2013, menos de un tercio de las escuelas públicas estadounidenses tenían acceso a un servicio de Internet de banda ancha, según la organización sin ánimo de lucro EducationSuperHighway. Sin embargo, en 2019, ese número alcanzó el 99 %. Esto ha aumentado la frecuencia del aprendizaje digital.
Desde principios de la década de 2010, varios estados de EE. UU. han tomado medidas para fortalecer la formación de los maestros. Ohio, Tennessee y Texas tenían los mejores programas en 2014. Mientras tanto, Rhode Island, que anteriormente tenía la marca más baja de la nación en cuanto a quién puede capacitarse para ser maestro de escuela, ha estado admitiendo estudiantes de educación con un promedio cada vez más alto de puntuación en los exámenes SAT, ACT y GRE. El estado tiene como objetivo aceptar solo a aquellos cuya nota de examen estandarizado esté en el tercio superior de la escala nacional para 2020, lo que lo colocaría en las filas de las superpotencias educativas como Finlandia y Singapur. En Finlandia, estudiar para ser profesor es tan duro y prestigioso como estudiar para ser médico o abogado.

## Salud y bienestar

### Alergias, autismo, asma y trastornos autoinmunológicos
Aunque las alergias alimentarias han sido observadas por los médicos desde la antigüedad y prácticamente todos los alimentos pueden ser alérgenos, las investigaciones realizadas por la Clínica Mayo de Minnesota revelaron que cada vez son más comunes desde principios de la década de 2000. A finales de la década de 2010, uno de cada doce niños estadounidenses tiene una alergia alimentaria, siendo la alergia al cacahuete el tipo más frecuente. Las razones de esto siguen siendo poco conocidas. Las alergias a los frutos secos en general se han cuadruplicado y las alergias a los mariscos han aumentado un 40 % entre 2004 y 2019. En total, alrededor del 36 % de los niños estadounidenses tienen algún tipo de alergia. En comparación, este número entre los amish de Indiana es del 7 %. Las alergias también han aumentado de forma preocupante en otros países occidentales. En Reino Unido, por ejemplo, el número de niños hospitalizados por reacciones alérgicas se multiplicó por cinco entre 1990 y finales de la década de 2010, al igual que el número de niños británicos alérgicos al cacahuete. En general, cuanto más desarrollado esté el país, mayores serán las tasas de alergias. Las razones de esto también siguen siendo poco conocidas. Una posible explicación, apoyada por el National Institute of Allergy and Infectious Diseases de EE. UU., es que los padres mantienen a sus hijos «demasiado limpios para su propio bien». Recomiendan exponer a los recién nacidos a una variedad de alimentos potencialmente alergénicos, como la mantequilla de cacahuete, antes de que cumplan los seis meses. De acuerdo con esta «hipótesis de higiene», tales exposiciones ejercitan el sistema inmunológico del bebé, haciéndolo menos probable a que reaccione de forma desproporcionada. La evidencia de esto incluye el hecho de que los niños que viven en una granja son consistentemente menos propensos a ser alérgicos que sus contrapartes que se crían en la ciudad, y que los niños nacidos en un país desarrollado de padres que inmigraron de naciones en desarrollo son más propensos a ser alérgicos que sus padres.
Las investigaciones multidisciplinares realizadas a principios del siglo XXI sugieren que la evolución humana en curso podría ayudar a explicar el aumento de ciertas afecciones médicas como el autismo y los trastornos autoinmunológicos en los niños. El autismo y la esquizofrenia pueden deberse a los genes heredados de la madre y el padre que están sobreexpresados y que luchan contra un tira y afloja en el cuerpo del niño. Las alergias, el asma y los trastornos autoinmunológicos parecen estar vinculados a normas sanitarias más estrictas, que impiden que el sistema inmunitario del ser humano moderno se exponga a diversos parásitos y patógenos como lo hicieron sus antepasados, lo que les hace hipersensibles y más propensos a reaccionar de forma exagerada. A diferencia de lo que los estudiantes podrían aprender en la escuela de medicina, el cuerpo humano no está construido a partir de un plano diseñado profesionalmente, sino de un sistema moldeado durante largos períodos de tiempo por la evolución con todo tipo de compensaciones e imperfecciones. Comprender la evolución del cuerpo humano puede ayudar a los médicos a entender y tratar mejor los diversos trastornos. La investigación en medicina evolutiva sugiere que las enfermedades son frecuentes porque la selección natural favorece la reproducción por encima de la salud y la longevidad. Además, la evolución biológica es más lenta que la cultural y los humanos evolucionan más lentamente que los patógenos.

### Obesidad y malnutrición
En un informe del Fondo de Emergencia de las Naciones Unidas para la Infancia (Unicef) publicado en octubre de 2019 se afirma que unos 700 millones de niños menores de cinco años en todo el mundo son obesos o están desnutridos. Aunque entre 1990 y 2015 se registró un descenso del 40 % en la desnutrición en los países en desarrollo, unos 149 millones de niños son demasiado pequeños para su edad, lo que dificulta el desarrollo del cuerpo y el cerebro. El jefe del programa de nutrición de Unicef, Víctor Aguayo, dijo: «Una madre con sobrepeso u obesa puede tener hijos con retraso en el crecimiento o desnutridos». Alrededor de uno de cada dos jóvenes sufre de deficiencias de vitaminas y minerales. Solo dos quintas partes de los niños son alimentados exclusivamente con leche materna, como recomiendan los pediatras y nutricionistas, mientras que la venta de leche preparada subió un 40 % a nivel mundial. En países de ingresos medios como Brasil, China y Turquía, esa cifra es del 75 %. Aunque la obesidad era prácticamente inexistente en los países pobres hace tres décadas, hoy en día al menos el diez por ciento de los niños de esos países padecen esta condición. El informe recomienda que se impongan impuestos a las bebidas azucaradas y que se mejore la supervisión reguladora de los sustitutos de la leche materna y la comida rápida.

### Problemas derivados del uso de pantallas

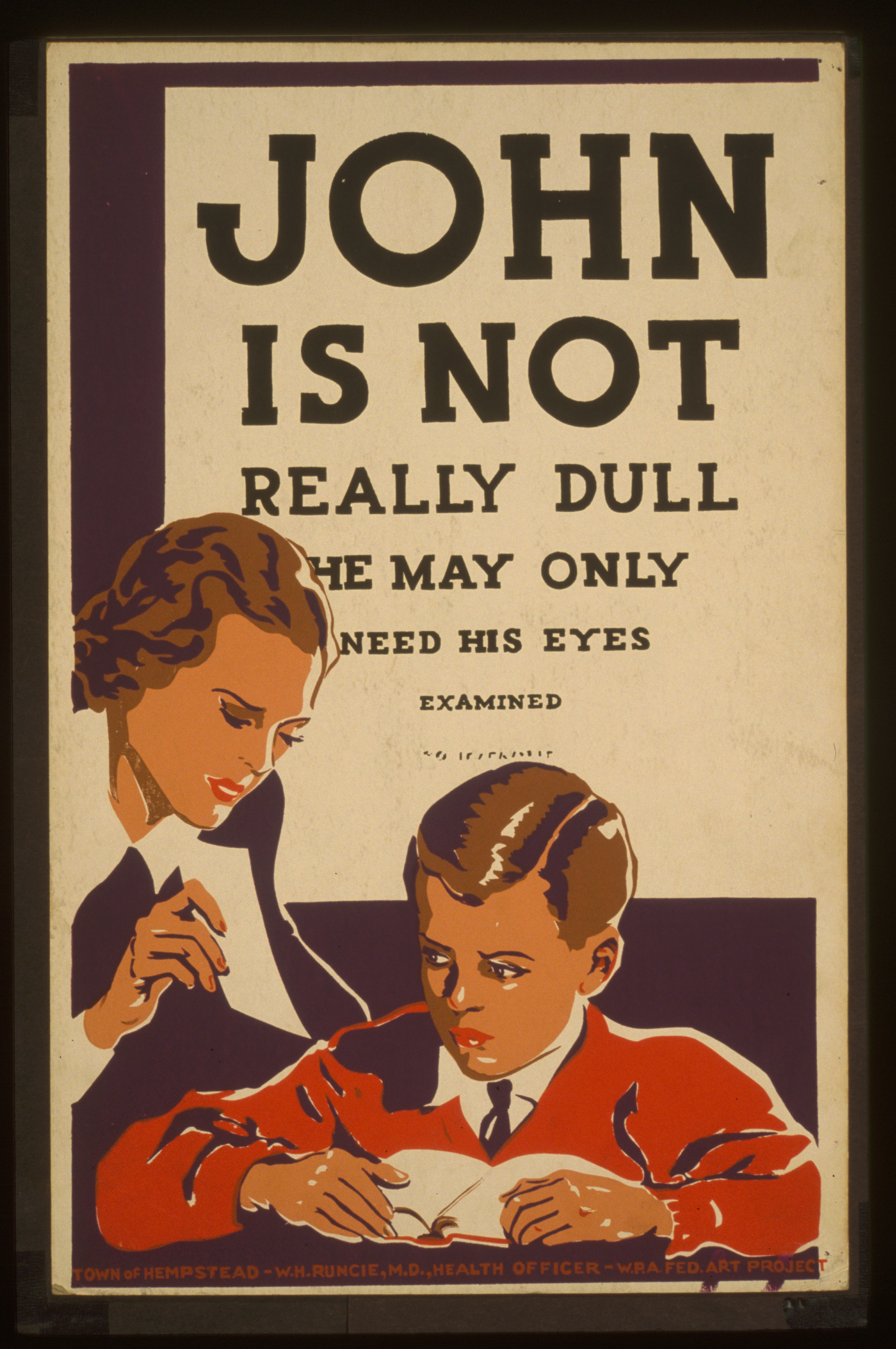
Un número creciente de niños sufren de problemas oculares

En un estudio realizado en 2015 se comprobó que la frecuencia de la miopía se ha duplicado en Reino Unido en los últimos 50 años. El oftalmólogo Steve Schallhorn, presidente de la Junta Asesora Médica Internacional de Optical Express, señaló que los investigadores han señalado un vínculo entre el uso regular de dispositivos electrónicos de mano y el cansancio de la vista. La American Optometric Association dio la alarma en un sentido similar. Según una portavoz, el cansancio ocular digital, o síndrome visual informático, es «desenfrenado, especialmente a medida que avanzamos hacia dispositivos más pequeños y la prominencia de los dispositivos aumenta en nuestra vida cotidiana». Los síntomas incluyen ojos secos e irritados, fatiga, tensión ocular, visión borrosa, dificultad para enfocar, dolores de cabeza. Sin embargo, el síndrome no causa pérdida de la visión ni ningún otro daño permanente. Para aliviar o prevenir el cansancio ocular, The Vision Council recomienda que las personas limiten el tiempo de pantalla, tomen descansos frecuentes, ajusten el brillo de la pantalla, cambien el fondo de colores brillantes a gris, aumenten el tamaño del texto y parpadeen más a menudo. También aconseja a los padres que limiten el tiempo de uso de pantallas de sus hijos, así como que den el ejemplo reduciendo su propio tiempo de uso delante de los niños.
En 2019, la Organización Mundial de la Salud (OMS) emitió recomendaciones sobre la cantidad de tiempo que los niños deberían pasar frente a una pantalla todos los días. La OMS dijo que los niños menores de cinco años no deberían pasar más de una hora mirando una pantalla y que los bebés menores de un año no deberían estar mirando en absoluto. Sus directrices son similares a las introducidas por la Academia Americana de Pediatría, que recomendó que los niños menores de 19 meses no deberían pasar tiempo mirando nada más que videochats. Además, decía que los niños menores de dos años solo deberían ver «programación de alta calidad» bajo la supervisión de los padres. Sin embargo, Andrew Przybylski, que dirige la investigación en el Oxford Internet Institute de la Universidad de Oxford, dijo a Associated Press que «no todo el tiempo de uso de pantallas se origina igual» y que el asesoramiento sobre el tiempo de uso debe tener en cuenta «el contenido y el contexto de uso». Además, el Royal College of Paediatrics and Child Health de Reino Unido dijo que los datos de que disponía no eran lo suficientemente sólidos como para indicar la necesidad de establecer límites de tiempo de uso. La OMS dijo que sus recomendaciones tenían por objeto abordar el problema de la conducta sedentaria que conducía a problemas de salud como la obesidad.
Un estudio de 2019 publicado en JAMA Pediatrics investigó cómo el tiempo de uso de pantallas afectaba a la estructura cerebral de los niños de tres a cinco años mediante el uso de resonancias magnéticas. Los sujetos de la prueba —27 niñas y 20 niños— realizaron pruebas cognitivas antes de sus exploraciones cerebrales mientras sus padres respondían a un cuestionario sobre el tiempo de uso de pantalla desarrollado por la Academia Americana de Pediatría. Los investigadores encontraron que los niños pequeños que pasaban más de una hora al día frente a una pantalla sin la participación de los padres mostraban un menor desarrollo de la materia blanca del cerebro, la región responsable de las habilidades cognitivas y lingüísticas. El autor principal, el doctor John Hutton, pediatra e investigador clínico del Hospital Infantil de Cincinnati, dijo a CNN que este hallazgo era significativo porque el cerebro se desarrolla más rápidamente durante los primeros cinco años de vida de una persona. Estudios anteriores revelaron que el tiempo excesivo de pantalla está relacionado con la falta de sueño, el desarrollo deficiente del lenguaje, los problemas de comportamiento, la dificultad para prestar atención y pensar con claridad, los malos hábitos alimenticios y las funciones ejecutivas dañadas.

### Uso de las tecnologías de la comunicación
Muchos miembros de la generación Alfa han crecido usando teléfonos inteligentes y tabletas como parte de su entretenimiento infantil. El tiempo de uso de pantallas entre los bebés y los niños pequeños aumentó durante la década de 2010. Alrededor del 90% de los niños pequeños utilizaban un dispositivo electrónico de mano al cumplir el primer año de edad; en algunos casos, los niños comenzaron a utilizarlos cuando tenían solo unos pocos meses de edad. Algunos de sus padres utilizaban simultáneamente aparatos electrónicos y chupetes. Otros incluso utilizan dispositivos digitales portátiles como si fueran chupetes. Además, los dispositivos electrónicos también se utilizan como refuerzo educativo. De hecho, sus padres, los milénicos, son grandes usuarios de las redes sociales. Un informe de 2014 de la firma de seguridad AVG declaró que el 6 % de los padres crearon una cuenta de redes sociales y el 8 % una cuenta de correo electrónico para su bebé o niño pequeño. De acuerdo con BabyCenter, una compañía en línea especializada en el embarazo, el parto y la crianza, el 79 % de las madres milénicas utilizaban las redes sociales a diario y el 63 % utilizaba sus teléfonos inteligentes con mayor frecuencia desde que se quedaron embarazadas o dieron a luz. Más específicamente, el 24 % se conectó a Facebook más frecuentemente y el 33 % hizo lo mismo con Instagram después de ser madre. La organización sin ánimo de lucro Common Sense Media advirtió que los padres deben cuidar mejor su privacidad en línea, para que su información personal y las fotografías de sus hijos no caigan en las manos equivocadas. Esta advertencia fue emitida después de que una madre de Utah supuestamente encontró una fotografía de sus hijos en una publicación de redes sociales con hashtags pornográficos en mayo de 2015. Nacer en un entorno donde el uso de dispositivos electrónicos es omnipresente conlleva sus propios retos: ciberacoso, adicción a la pantalla y contenidos inapropiados. Sin embargo, como los milénicos no son extraños a este entorno, pueden usar su experiencia personal para ayudar a sus hijos a gestionarlo.

## Predicciones

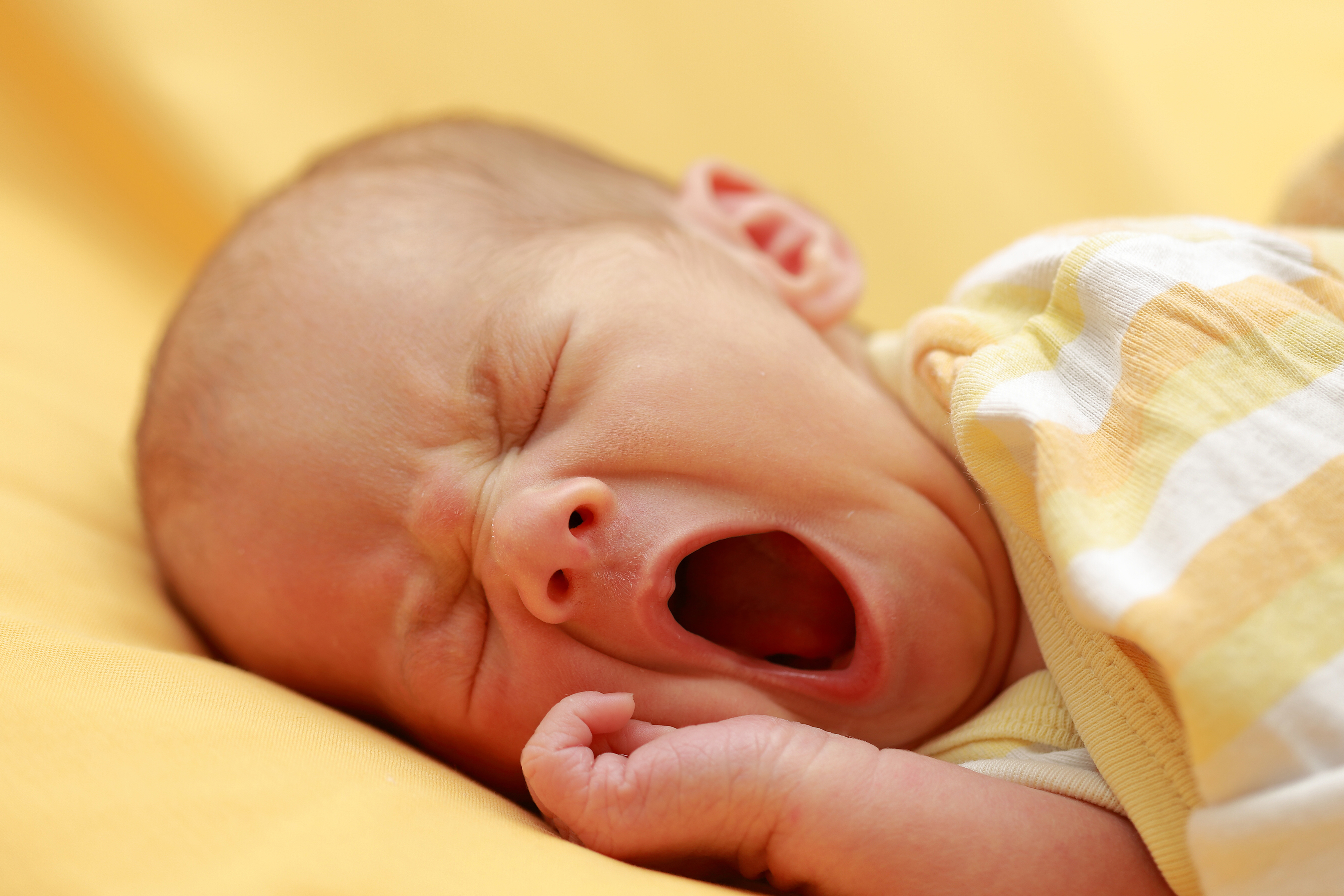
Un bebé bostezando (2018)

La primera ola de la generación Alfa llegará a la edad adulta en la década de 2030. Para entonces, se espera que la población humana sea de poco menos de nueve mil millones, y el mundo tendrá la mayor proporción de personas de más de 60 años de edad de la historia, lo que significa que esta cohorte demográfica soportará la carga del envejecimiento de la población. Según Mark McCrindle, un investigador social de Australia, la generación Alfa muy probablemente retrasará los marcadores de vida estándar como el matrimonio, el parto y las jubilaciones, como lo hicieron las generaciones anteriores. McCrindle estimó que la generación Alfa constituirá el 11 % de la fuerza de trabajo mundial para 2030. También predijo que vivirán más tiempo y tendrán familias más pequeñas, y serán «la generación con mayor educación formal de la historia, la generación con mayor suministro de tecnología y, a nivel mundial, la generación más rica de la historia».
Las Naciones Unidas pronosticaron que, si bien la esperanza media de vida a nivel mundial aumentaría de 70 en 2015 a 83 en 2100, la relación entre las personas en edad de trabajar y las personas mayores se reduciría debido a la disminución de las tasas de fecundidad en todo el mundo. Para 2050, muchas naciones de Asia, Europa y América Latina tendrían menos de dos trabajadores por cada jubilado. Las cifras de las Naciones Unidas muestran que, dejando de lado la migración, toda Europa, Japón y Estados Unidos se estaban reduciendo en el decenio de 2010, pero para 2050, 48 países y territorios experimentarían un descenso de la población.
En 2020, las últimas proyecciones demográficas de las Naciones Unidas predicen que habrá 8500 millones de personas en 2030, 9700 millones en 2050 y 10 900 millones en 2100. Los cálculos de las Naciones Unidas asumen que los países con tasas de fertilidad especialmente bajas las verán aumentar a un promedio de 1,8 por mujer. Sin embargo, un estudio realizado en 2020 por investigadores del Institute for Health Metrics and Evaluation (IHME) de la Universidad de Washington, publicado en The Lancet, proyectó que solo habría unos 8800 millones de personas en 2100, dos mil millones menos de lo que predijo la ONU. Esto se debía a que su análisis sugería que a medida que las oportunidades educativas y los servicios de planificación familiar fueran cada vez más accesibles para las mujeres, estas elegirían tener un promedio de no más de 1,5 hijos. Los investigadores afirmaron que la mayoría de los países del mundo seguirían viendo disminuir sus tasas de fecundidad. En particular, más de 20 países —incluidos China, Japón, Corea del Sur, Tailandia, España, Italia, Portugal y Polonia— verían su población reducida a la mitad o más. Mientras tanto, el África subsahariana seguiría experimentando un auge demográfico, y Nigeria alcanzaría los 800 millones de personas a finales de siglo. Un crecimiento de la población humana inferior a lo previsto significa una menor presión sobre el medio ambiente y el suministro de alimentos, pero también indica un panorama económico sombrío para los países en vías de desarrollo. Sin embargo, para los países del África subsahariana habría considerables oportunidades de crecimiento. Los investigadores predijeron que a medida que el siglo avanzara, economías importantes pero envejecidas como Brasil, Rusia, Italia y España se reducirían, mientras que Japón, Alemania, Francia y Reino Unido permanecerían entre los diez primeros. India acabaría reclamando el tercer puesto. China desplazaría a Estados Unidos como la economía más grande del mundo a mediados de siglo, pero volvería al segundo lugar más tarde.
En un artículo publicado en 2009, el demógrafo Phillip Longman predijo que la disminución de las tasas de fecundidad en todo el mundo, en los países desarrollados e incluso en algunos países en desarrollo, y los cambios demográficos resultantes desempeñarán un papel en la evolución cultural en curso. Los gobiernos no han podido ni podrán aumentar drásticamente las tasas de fecundidad; solo consiguen ayudar a las personas a tener hijos antes. En muchos países, diversas realidades culturales y económicas desalientan la procreación. Longman observó que en el pasado hubo casos de jurisdicciones que consideraron que sus tasas de fecundidad eran demasiado bajas, pero es evidente que la humanidad no se ha extinguido. Los reinos e imperios de antaño y los pueblos que los forjaron ya no existen, pero esos lugares siguen estando poblados, solo con personas diferentes. Cuando ciertos grupos de personas no tienen hijos o tienen muy pocos, serán gradualmente reemplazados por aquellos que tienen más hijos. Las personas que viven en sociedades rápidas y cosmopolitas suelen ver desvanecerse su conexión con sus antepasados y, por lo tanto, es menos probable que tengan hijos, mientras que los que finalmente los superan en número tienden a ser religiosos, a mantener puntos de vista tradicionales y a identificarse fuertemente con su propio pueblo y país. Longman sostuvo que ya a principios del decenio de 2000 se había puesto de manifiesto que la cultura dominante de Estados Unidos se estaba alejando gradualmente del individualismo secular y acercándose al fundamentalismo religioso, mientras que los europeos se estaban distanciando lentamente de la Unión Europea y siendo «ciudadanos del mundo».
Longman afirmó que otra consecuencia de la baja fertilidad es la creciente dificultad de financiar programas de bienestar, como planes de pensiones y cuidado de ancianos, funciones familiares ordinarias de las que se había apropiado el Estado. Ello se debe a que, si bien la esperanza de vida ha aumentado solo ligeramente en los últimos decenios, la fecundidad ha disminuido drásticamente, lo que significa que el aumento de la tasa de dependencia se debe en gran medida al hecho de que muchos de los contribuyentes necesarios para financiar esos programas ni siquiera han nacido. El aumento de los impuestos deprimiría aún más las tasas de fertilidad. Como resultado, tendrán que reducirse o incluso abolirse y las unidades familiares que son menos dependientes del gobierno serán más comunes ya que ahora disfrutan de una ventaja evolutiva. Longman también predijo que los hogares con un solo hijo se reducirían como porcentaje de la población porque un hijo solo puede reemplazar a uno de los padres, no a ambos, y los descendientes de familias con muchos hijos se convertirán lentamente en mayoría y conservarán los valores que hicieron posible esas familias. Por supuesto, la historia contiene casos de importantes revueltas juveniles, siendo el decenio de 1960 un ejemplo reciente. Pero en la era de la posguerra, la norma era que las personas se casaran y tuvieran muchos hijos, con muy pocas diferencias en el plano social, político o religioso. A principios del siglo XXI, las familias con un solo hijo o sin hijos se han vuelto mucho más comunes, lo que significa que los futuros defensores de la contracultura probablemente se darán cuenta de que sus compañeros nunca habrán existido.
En su libro de 2010, Shall the Religious Inherit the Earth? Demography and Politics in the Twenty-First Century, el demógrafo y religioso Eric Kaufmann sostiene que la respuesta a la pregunta planteada en el título es afirmativa porque las realidades demográficas plantean verdaderos desafíos a la asunción de la inevitabilidad del progreso secular y liberal. Observó que las facciones devotas tienden a tener una ventaja significativa en materia de fecundidad respecto de sus homólogos más moderados y de los no religiosos. Por ejemplo, las mujeres católicas blancas de Francia tienen en promedio medio hijo más que sus homólogas blancas seculares, mientras que los amish de Estados Unidos tienen en promedio tres o cuatro veces más hijos que sus compañeros cristianos. Los grupos altamente religiosos tienden a aislarse de los efectos secularizadores de la sociedad occidental moderna, lo que hace más probable que los niños conserven la fe de sus padres. Al mismo tiempo, las personas seculares generalmente tienen tasas de fertilidad bastante bajas en comparación por una variedad de razones, como el materialismo, el individualismo, la preferencia por el aquí y ahora, el feminismo, el ambientalismo o el pesimismo general. Kaufmann proyectó que el secularismo tendrá un futuro mixto en Europa. Seguirá siendo fuerte en la mayoría de los países católicos, en particular en Irlanda y España, pero se ha detenido esencialmente en la Europa protestante y en Francia, y se debilitará en la Europa noroccidental a mediados de siglo. Dijo a Mercator Net que la única forma de frenar la tendencia implica «un credo que toque los registros emocionales puede atraer a los hijos de los fundamentalistas» y «un repudio del multiculturalismo». Sugirió que el «nacionalismo secular» y la religión moderada asociada al estado-nación podrían ser parte de la mezcla, pero estas tradiciones han estado perdiendo apoyo a un ritmo considerable.
Una proyección para 2017 del Pew Research Center sugiere que entre 2015 y 2060, la población humana crecerá alrededor de un 32 %. Entre los principales grupos religiosos, solo los musulmanes (70 %) y los cristianos (34 %) están por encima de este umbral y, por lo tanto, tendrían una proporción mayor de la población mundial que la que tienen ahora, especialmente los musulmanes. Los hindúes (27 %), los judíos (15 %), los seguidores de las religiones populares tradicionales (5 %), y los no afiliados a ninguna religión (3 %) crecerían en números absolutos, pero estarían en relativo declive porque sus tasas de crecimiento están por debajo de la media mundial. Por otro lado, los budistas verían su número reducirse en un 7 % durante el mismo período. Esto se debe a la fertilidad de reemplazo y al envejecimiento de la población en los países de mayoría budista como China, Japón y Tailandia. Esta proyección ha tenido en cuenta el cambio de religión. Además, investigaciones anteriores sugieren que el cambio de religión juega un papel menor en el crecimiento o el declive de la religión en comparación con la fertilidad y la mortalidad.
Whiteshift de Eric Kaufmann es un extenso estudio de cómo la transformación demográfica de Occidente impulsada por la migración afecta a las urnas. El título del libro de 2018 codifica las predicciones de Kaufmann de que, como resultado de la migración internacional, los países occidentales se volverán cada vez más diversos étnicamente y un número creciente de personas serán de herencia mixta. Además, sostiene que la categoría de gente blanca se ampliará para incluir a más individuos étnicamente diversos. Para Kaufmann, uno de los principales cismas en el panorama político de Occidente en el momento de escribir ese artículo se debe a las facciones que quieren acelerar este proceso y a las que quieren frenarlo. Sugirió que el auge del nacionalismo y el populismo observado en muchos países occidentales se debe a este último grupo. Durante decenios, las normas de las demandas políticas habían sido establecidas por los medios de comunicación, las instituciones de enseñanza superior y los grupos políticos principales. Entre esas normas figuraba lo que él denominó modernismo de izquierda, un término más preciso para lo que comúnmente se denomina corrección política, y multiculturalismo asimétrico, o la idea de que todas las culturas presentes en una sociedad determinada merecen ser preservadas, excepto la cultura anfitriona. Estas normas han impedido que los políticos y los partidos políticos de la corriente principal respondan a las preocupaciones de grandes franjas de la población votante, lo que ha dado a los populistas nacionalistas la oportunidad de ponerse al frente.
En un libro relacionado, National Populism – The Revolt Against Liberal Democracy, los politólogos Roger Eatwell y Matthew Goodwin intentaron explicar el fenómeno político del mismo nombre utilizando un modelo 4D: la destrucción de la cultura nacional debido a la migración internacional en gran escala; la privación de oportunidades debido a la globalización y en la economía postindustrial con sus frecuentes trastornos y su lento crecimiento; la creciente desconfianza de los votantes de la clase obrera y del medio rural que se sienten cada vez más alienados por las élites políticas y mediáticas liberales y cosmopolitas de las ciudades; y la desvinculación de las lealtades tradicionales, que puede observarse en los altos niveles de volatilidad de los votantes, o en el cambio de un partido a otro entre elecciones. El populismo nacional no debe confundirse con el populismo de izquierdas, que se centra en la clase socioeconómica más que en el amor al país. Eatwell y Goodwin observaron que el apoyo a los principales partidos socialdemócratas de toda Europa ha caído en picado —en Francia y los Países Bajos los socialistas se vieron empujados a la marginalidad— y predijeron que el nacionalismo y el populismo seguirían siendo una característica dominante de la política occidental hasta que la otra parte pueda construir una plataforma que resuene mejor con el público en general. Incluso después de algunos acontecimientos políticos, como el referéndum de 2016 sobre la permanencia del Reino Unido en la Unión Europea (Brexit), muchos políticos de la corriente principal seguían creyendo que sus electores querían más inmigración, más desregulación, más globalización y más diversidad cultural, cuando las encuestas de opinión del YouGov entre los votantes europeos mostraron que su principal preocupación era la inmigración.
| Predecesor: Generación Z | Generación Alfa | Sucesor: Generación Beta |